# Fabriano
Fabriano (Favrià dans le dialecte local) est une ville italienne d'environ 29 000 habitants (2022), située dans la province d'Ancône, dans la région des Marches, en Italie centrale.
La Ville constitue un pôle important de l’industrie des Marches : industrie du papier, et industrie électrodomestique.
Fabriano est également nommée ville créative par l'UNESCO en 2013 dans la catégorie Artisanat, arts et traditions populaires  (Craft, Arts and Popular Traditions), titre obtenu essentiellement pour la production du papier fabriqué à la main qui remonte au XIIIe siècle et pour laquelle Fabriano fut longtemps à l’avant-garde.

## Géographie
Fabriano possède une superficie de 270 km2, ce qui en fait la ville la plus étendue de la région des Marches. 

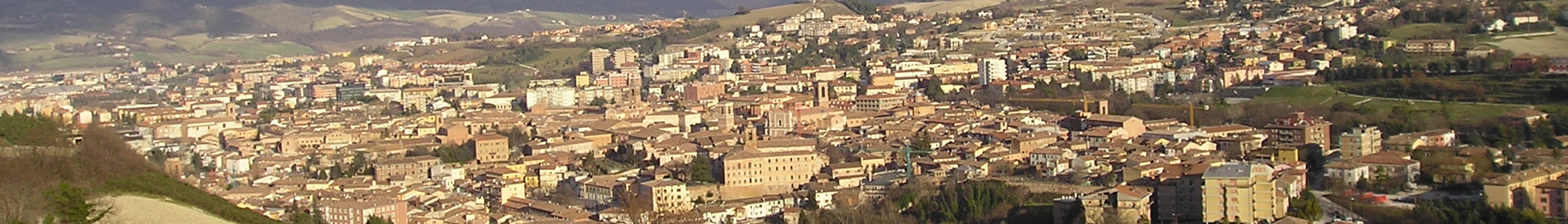
Vue aérienne de Fabriano.

Elle est située à 325 m d'altitude, à 70 km de l'Adriatique, sur le fleuve Esino, dans une cuvette entourée de montagnes (Monte Cucco : 1 566 m, Monte San Vicino : 1 479 m), à la frontière de l'Ombrie.
À 10 km se trouvent les splendides grottes de Frasassi découvertes en 1971 et le parc régional des Gorges della Rossa, dans du calcaire karstique, avec la salle la plus grande d'Europe (180 m de long et 120 m de large).

## Histoire
Le site était déjà occupé à l'époque romaine, mais c'est au VIIIe siècle qu'est officiellement créé le village de San Donato di Fabriano par des habitants de Sentinum.

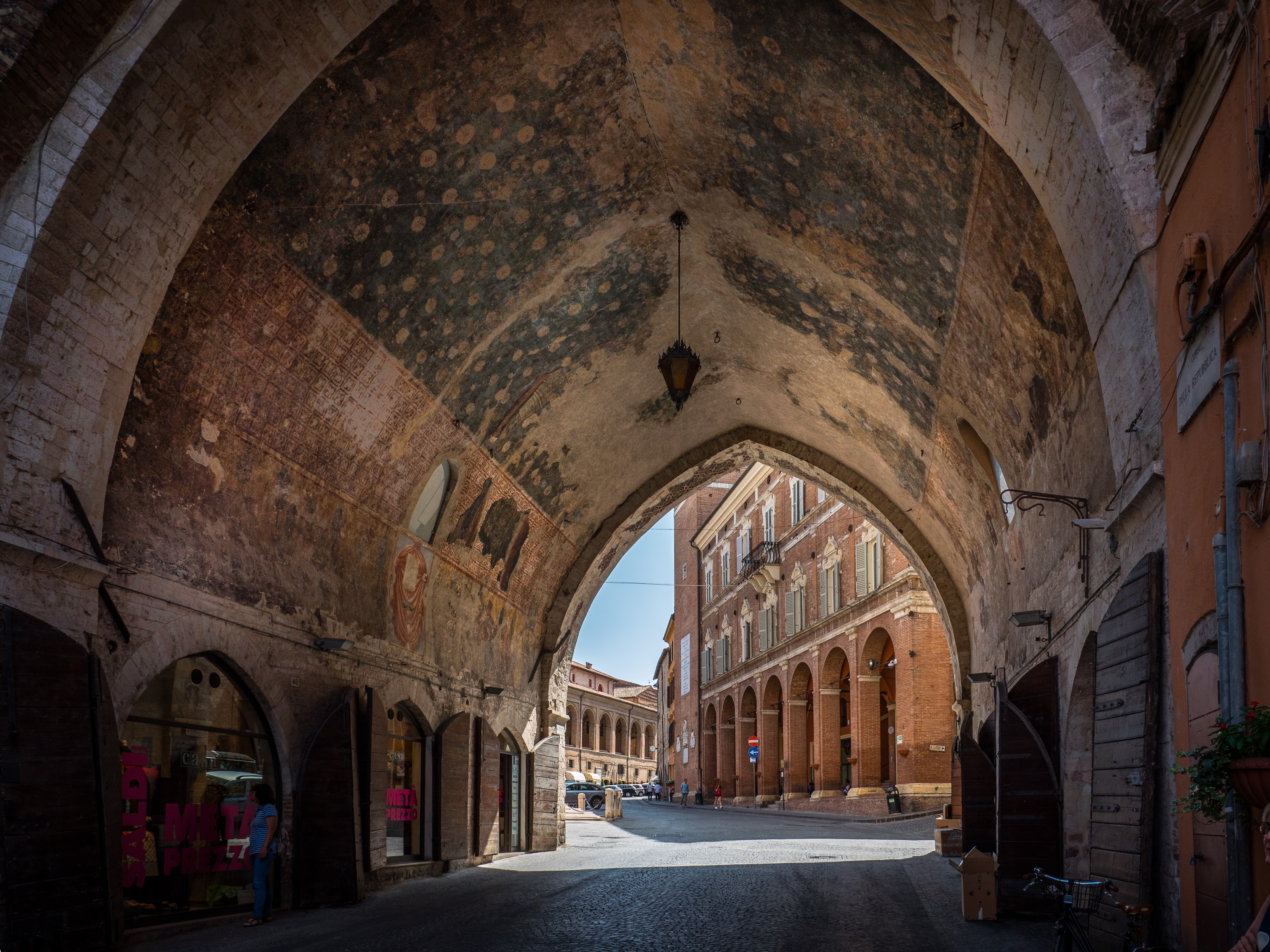
Vue de Place de la Commune depuis le Passage voûté sous le Palais du Podestat.

Un document de 1065 relate l'existence de deux châteaux féodaux et on y travaillait le fer au XIIe siècle, comme le souligne la présence d'un forgeron sur l'emblème de la ville.
En 1276 est bâti un moulin, la plus ancienne fabrique de papier de l'Europe chrétienne. On y invente le filigrane.
Une trentaine de maîtres papetiers sont actifs au début du XIVe siècle.
Outre le système du filigrane, les maîtres papetiers de Fabriano sont à l'origine d'une mécanisation de la production qui leur permet de capter à leur profit une part importante du marché européen.
La cité jouit ensuite d'une prospérité croissante sous la seigneurie des Chiavelli  jusqu'en 1435, puis subit la domination des Sforza, avant d’entamer son déclin après l'intégration aux États pontificaux[réf. nécessaire].

## Économie

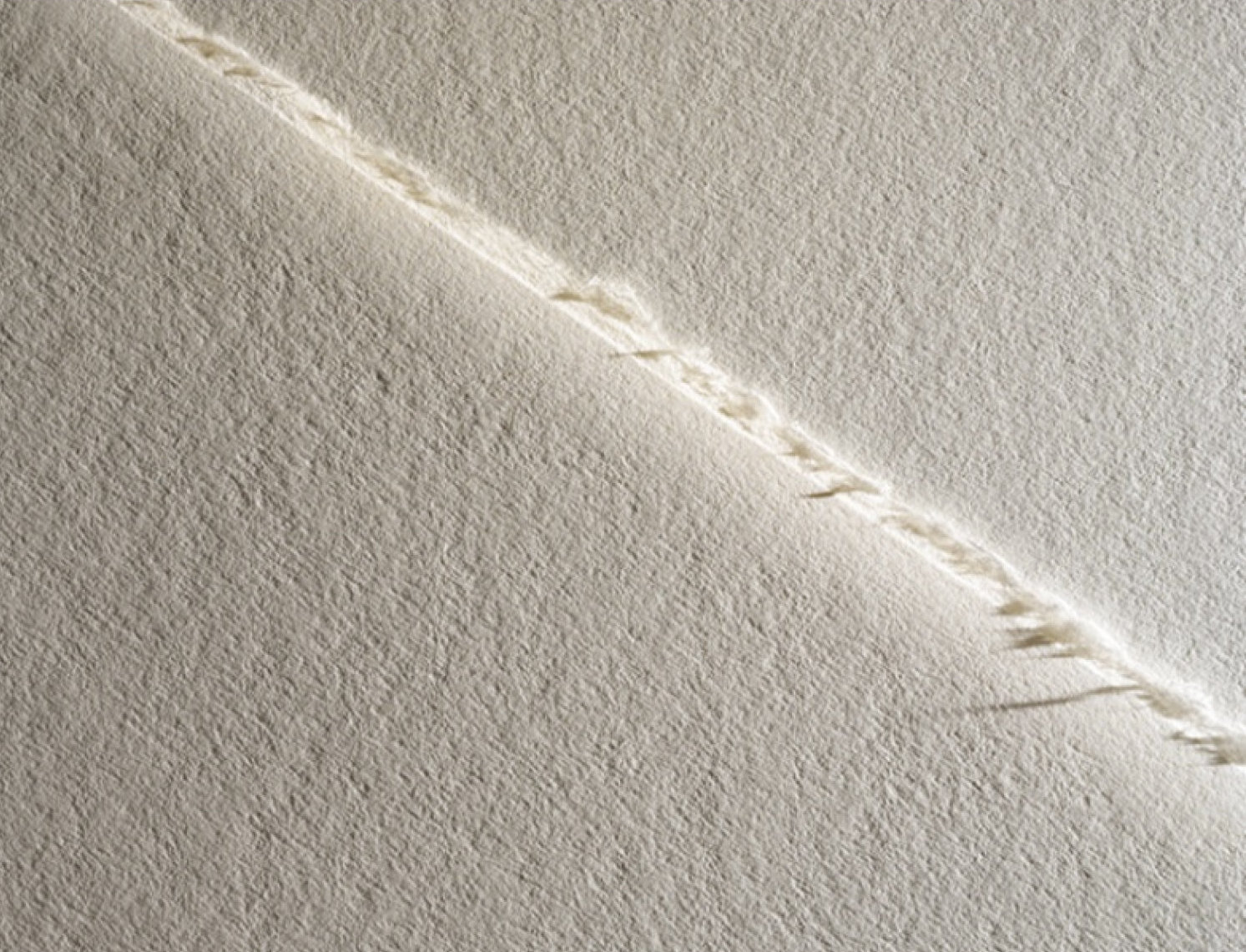
Papier Fabriano Tiepolo

La ville de Fabriano se développa industriellement  à partir du XVIIIe siècle avec l'ouverture des papeteries Miliani.
Dans un second temps, c’est-à-dire après la Seconde Guerre mondiale, elle développa la production d'appareils électroménagers avec les usines Merloni.
Fabriano est aujourd'hui l’un des pôles industriels majeurs de la région des Marches, grâce à la production modernisée de papier (Cartiere Miliani Fabriano) et du développement des techniques propres aux appareils électrodomestiques grâce notamment aux industries de la famille Merloni telles que :  Indesit Company, Ariston Thermo Group ; ainsi que celles qui produisent les hottes aspirantes (Elica, Faber, etc.)

## Culture

### École dite de Fabriano
La Villa a donné naissance à la fameuse école de Fabriano, école de peinture du XIIIe siècle dont les figures majeures sont Allegretto Nuzi  (1320 -1373), puis au XVe siècle avec les peintures gothiques de Gentile da Fabriano, Antonio da Fabriano.

### Musées
- la pinacothèque avec en particulier des œuvres d'Allegretto Nuzi, d'Antonio da Fabriano.

- le musée du papier.

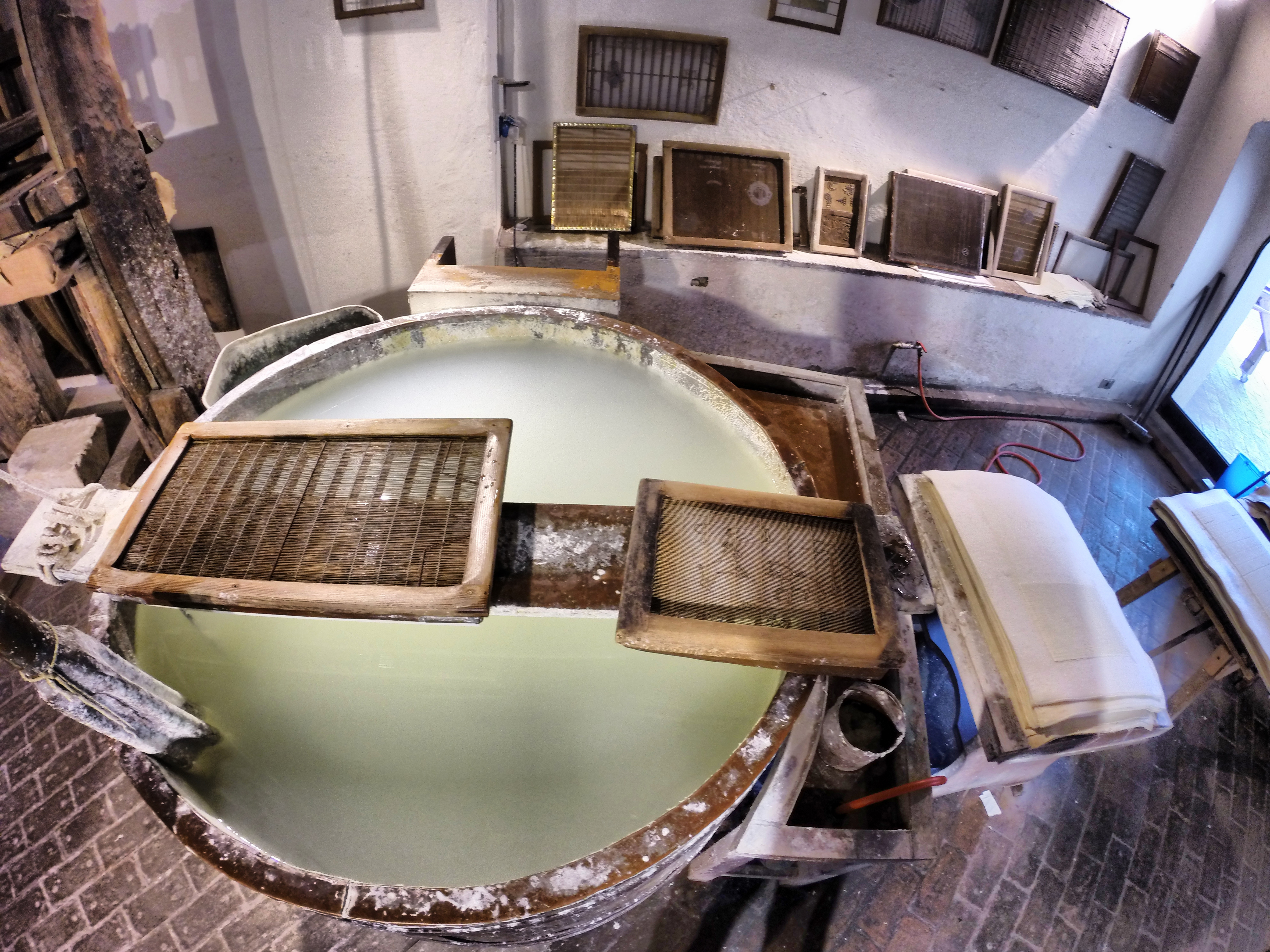
Musée du papier et du filigrane.
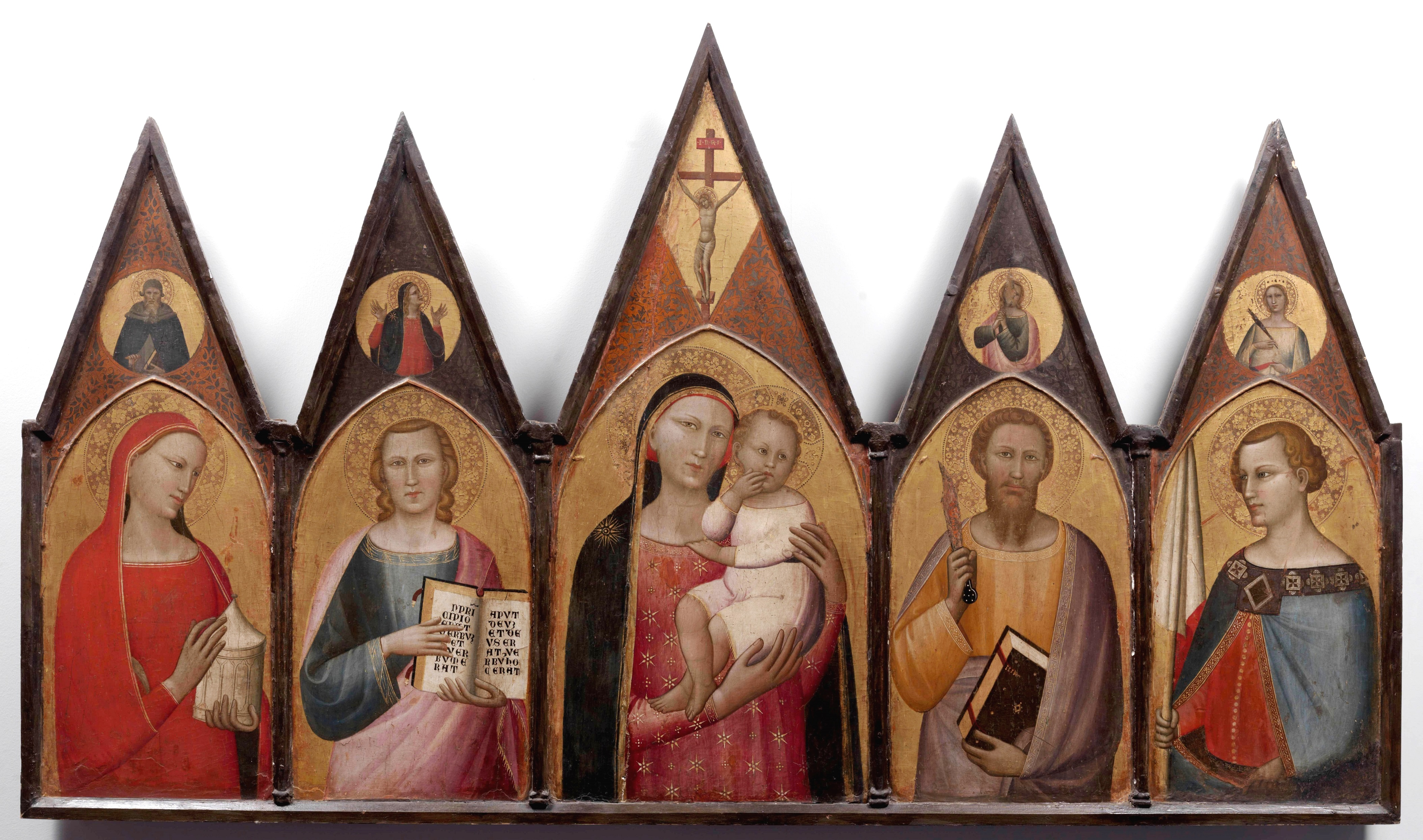
Vierge à l’Enfant avec saints, Allegretto Nuzi, fin 1340.
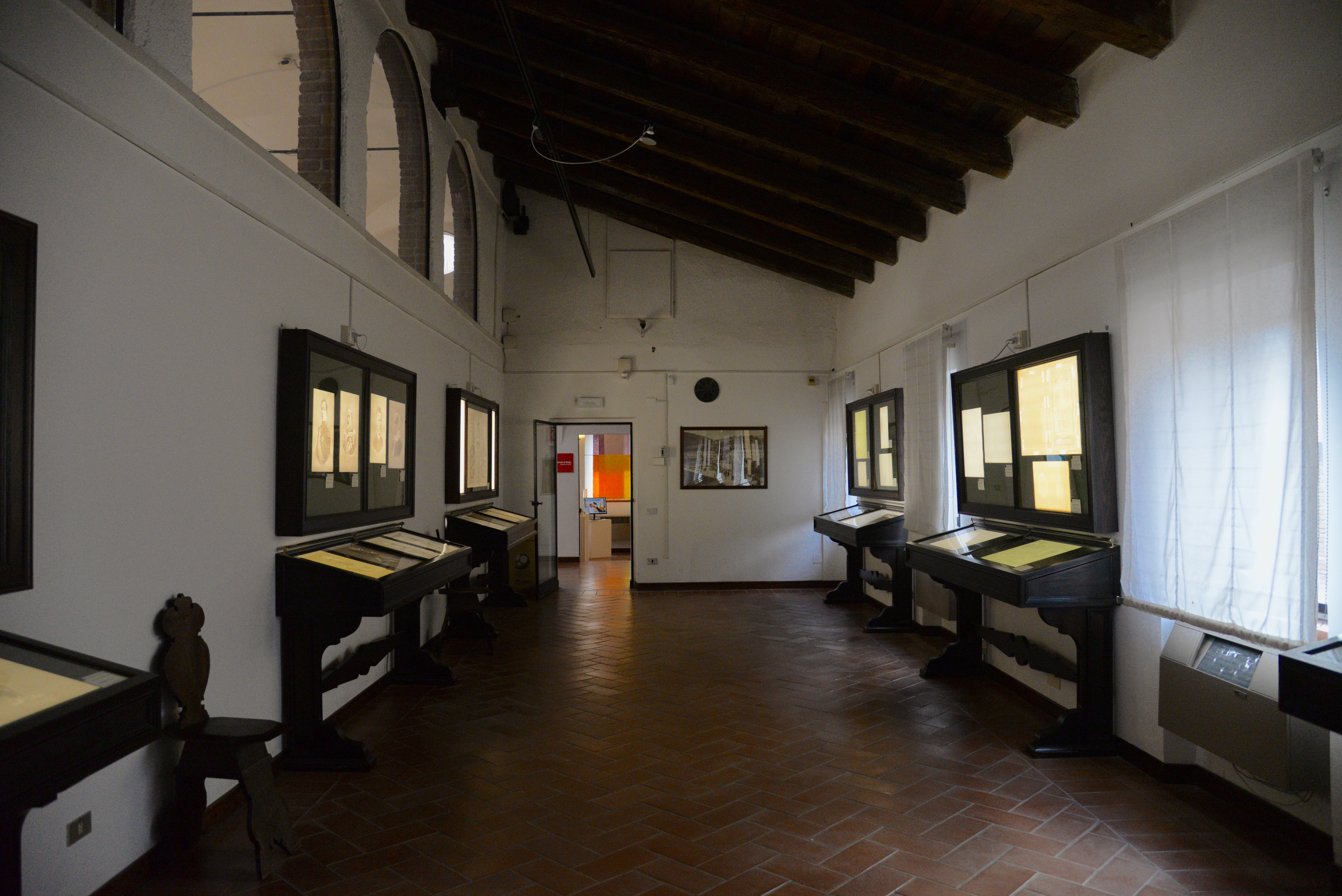
Salle du filigrane.
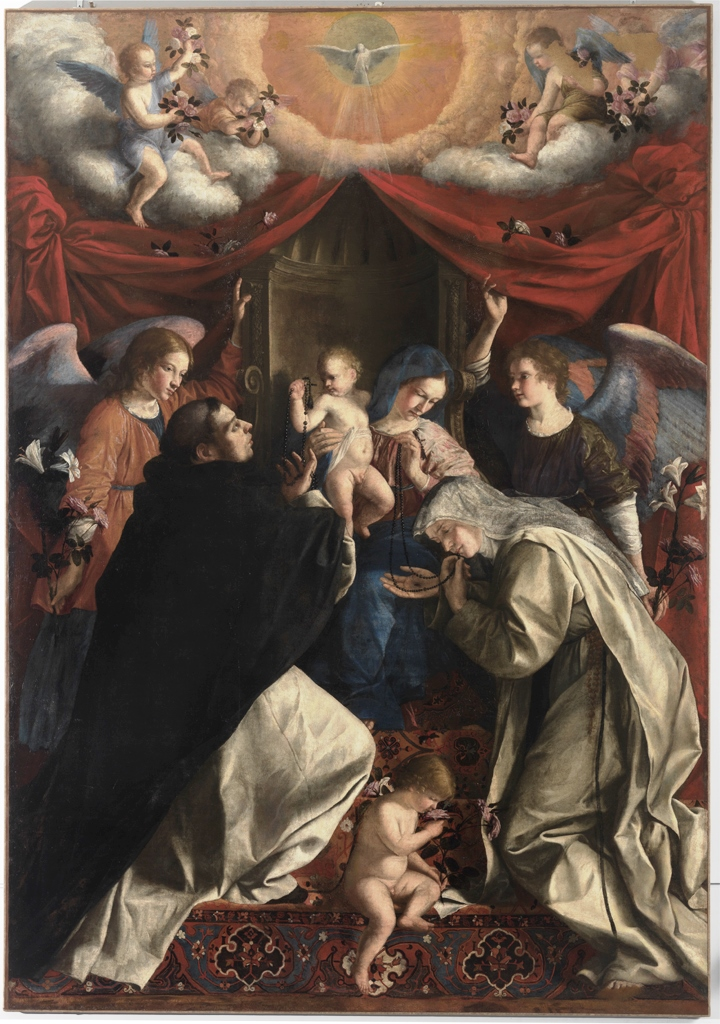
La Madone du Rosaire d’Orazio Gentileschi, Pinacothèque civique Bruno Molajoli.

## Monuments et patrimoine
Le centre-ville possède des monuments essentiellement des périodes du Moyen Âge et de la Renaissance :

### Édifices civils
- Piazza del Comune, centre historique de la cité : place triangulaire ornée d'arcades, bordée par le palais du Podesta (1255) et ornée par la fontaine Sturinalto (1285) qui rappelle la  Fontana Maggiore de Pérouse. À côté de la loge San Francesco, se trouve l'entrée du théâtre Gentile (XIXe siècle), un des plus intéressants de la région, qui en compte d'innombrables.

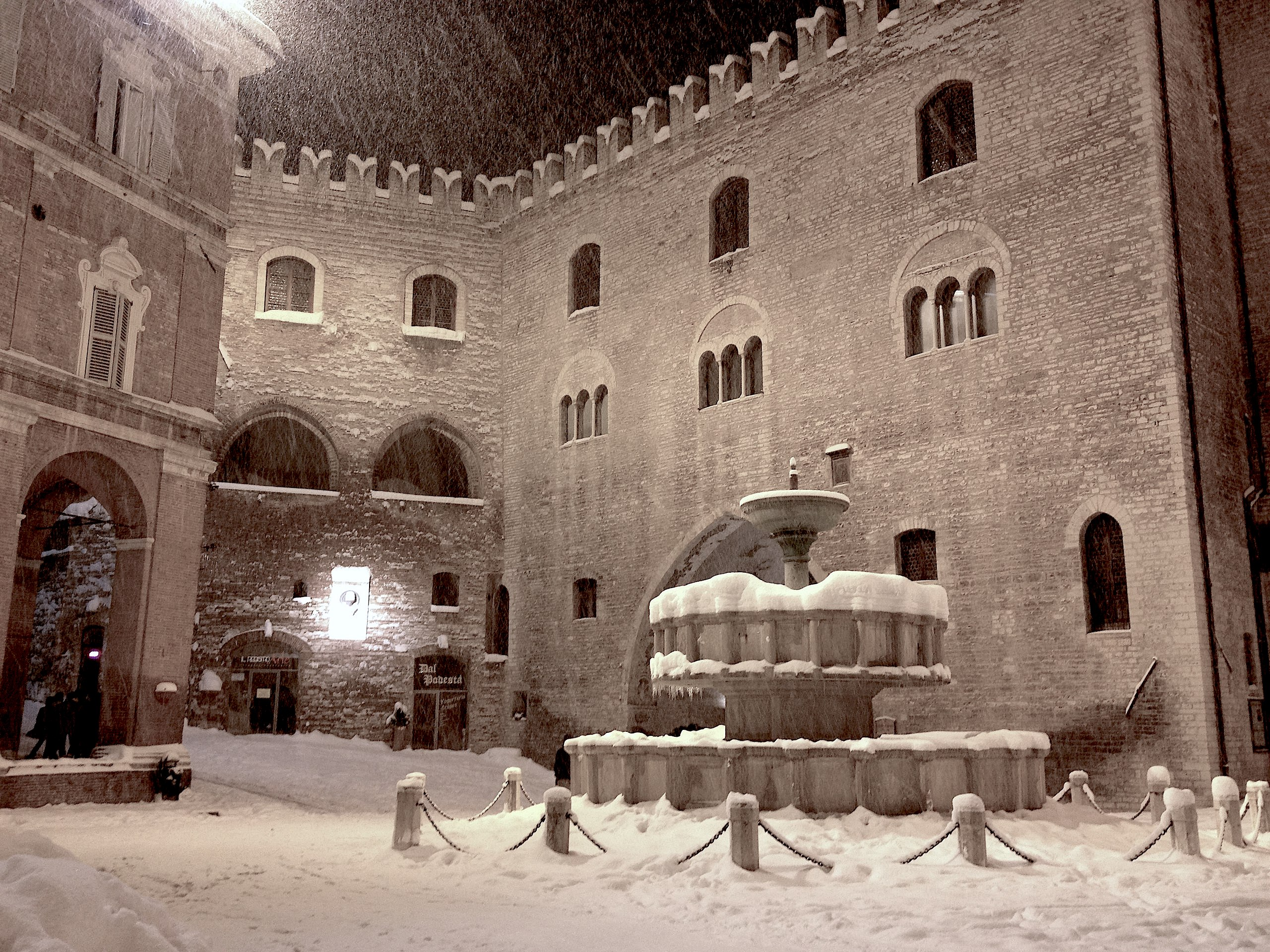
Piazza del Comune, Fabriano

- L'hôpital Santa Maria Del Buon Gesu (1456) en face du Duomo. L’hôpital de Santa Maria del Buon Gesù est un bâtiment historique, ancien hôpital, situé sur la place centrale de la cathédrale de Fabriano, dans les Marches. Le bâtiment d’un porche à deux fenêtres est un exemple remarquable de l’architecture gothique de la région, et abrite depuis 2006 la pinacothèque civique Bruno Molajoli.

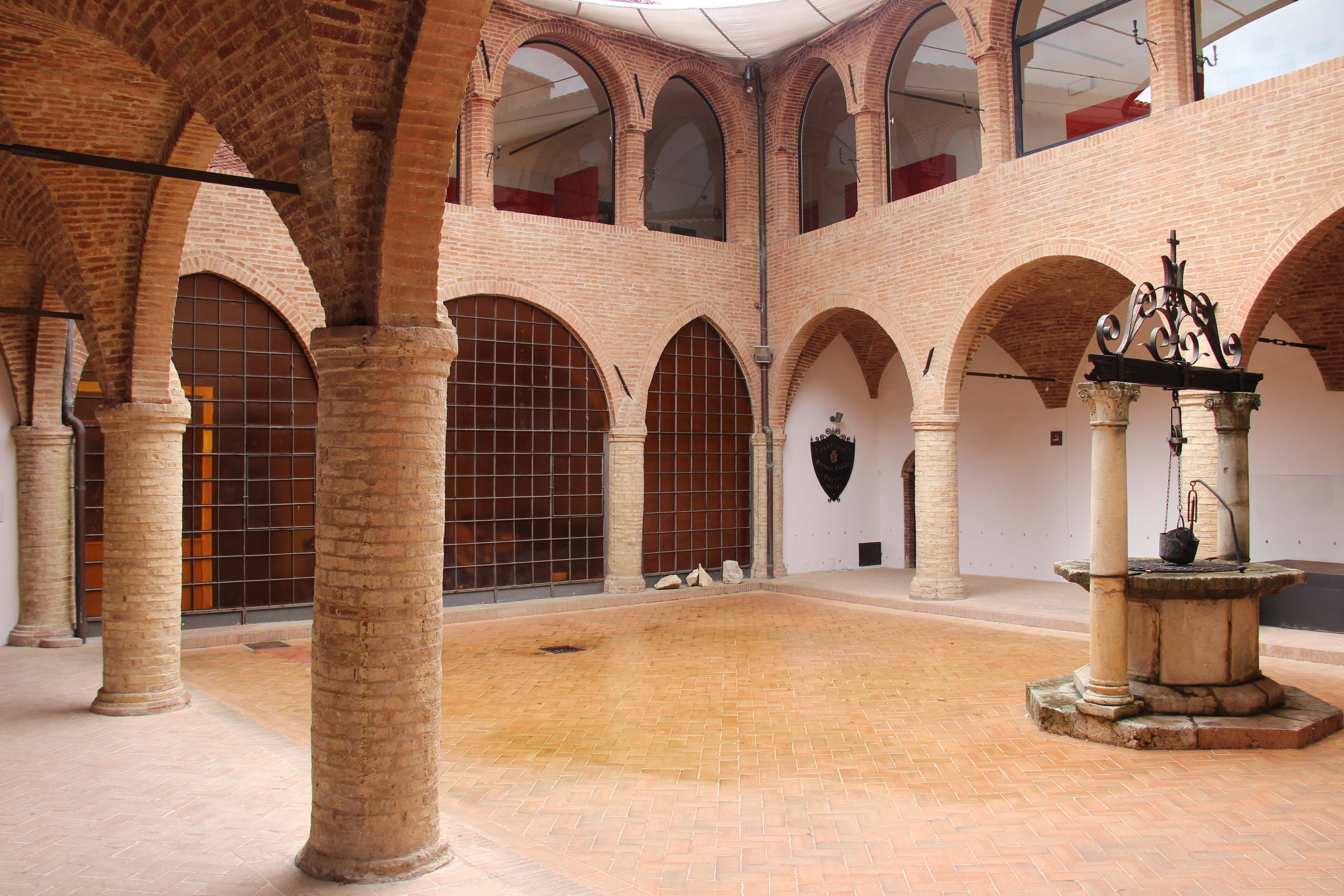
Cloître de l’hôpital Sainte-Marie du bon Jésus.

- Le théâtre Gentile da Fabriano est situé à l’arrière de la mairie. On y accède par la cour centrale du siège du gouvernement de la ville et la structure actuelle est le fruit de deux reconstructions successives à celle inaugurée en 1692 dénommée théâtre de l’Aurora et réalisée, grâce à la générosité de trois nobles locaux, par l’architecte vénitien Pietro Mauro. Le projet prévoyait quatre rangées de loges pour un total de 81, avec balustrades curvilignes à balconnet. En 1852, le théâtre fut remplacé par celui qui fut rebaptisé le théâtre Camurio, opéra de l’architecte senigallien Vincenzo Ghinelli. Les quatre ordres de loges ont été maintenus et augmentés au total de 87, mais le théâtre a été embelli avec des décorations de Ferrara Francesco Migliari, tandis que les scènes et le rideau avec des images du Consul Quinto Camurio sont l’œuvre du peintre ferrarais Girolamo Domenichini. La vie de ce théâtre fut brève, détruit de manière tragique dans un incendie en 1863.

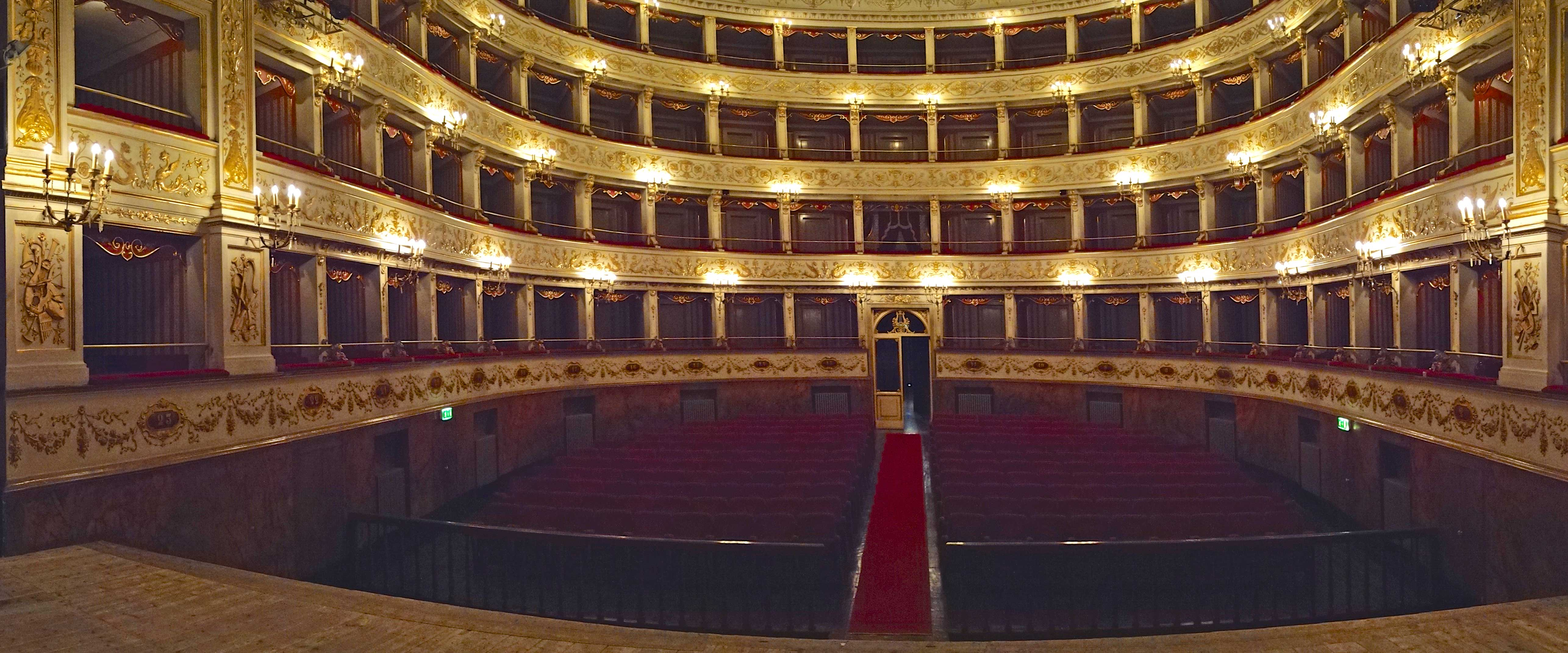
Théâtre Gentile da Fabriano

### Édifices religieux
- Le duomo (ou cathédrale de San Venanzio) du XIVe et reconstruit au XVIIe siècle : l’église principale de Fabriano, agrandie dans la seconde moitié du XIVe siècle, fut reconstruite par l’architecte d'Urbino Muzio Oddi entre 1607 et 1617. À cette phase remonte la décoration intérieure avec le stuc du Tessinois Francesco Selva. Du XIVe siècle, la cathédrale conserve l’abside polygonale, le cloître et la chapelle de San Lorenzo peinte à fresques par Allegretto Nuzi (1360 environ). D’autres fresques de l’école fabrianaise des XIVe et XVe siècles sont visibles dans d’autres parties de l’église : comme les restes des Histoires de la Croix de Giovanni di Corraduccio artiste originaire de Foligno (1415-1416). La cathédrale est également un musée de peintures maniéristes et baroques. Parmi les œuvres les plus importantes, citons les toiles de Gregorio Preti, Salvator Rosa, Giovanni Francesco Guerrieri, Giuseppe Puglia et autres. Le peintre caravagesque Orazio Gentileschi est l'auteur des Histoires de la Passion et de la Crucifixion (env. 1620).

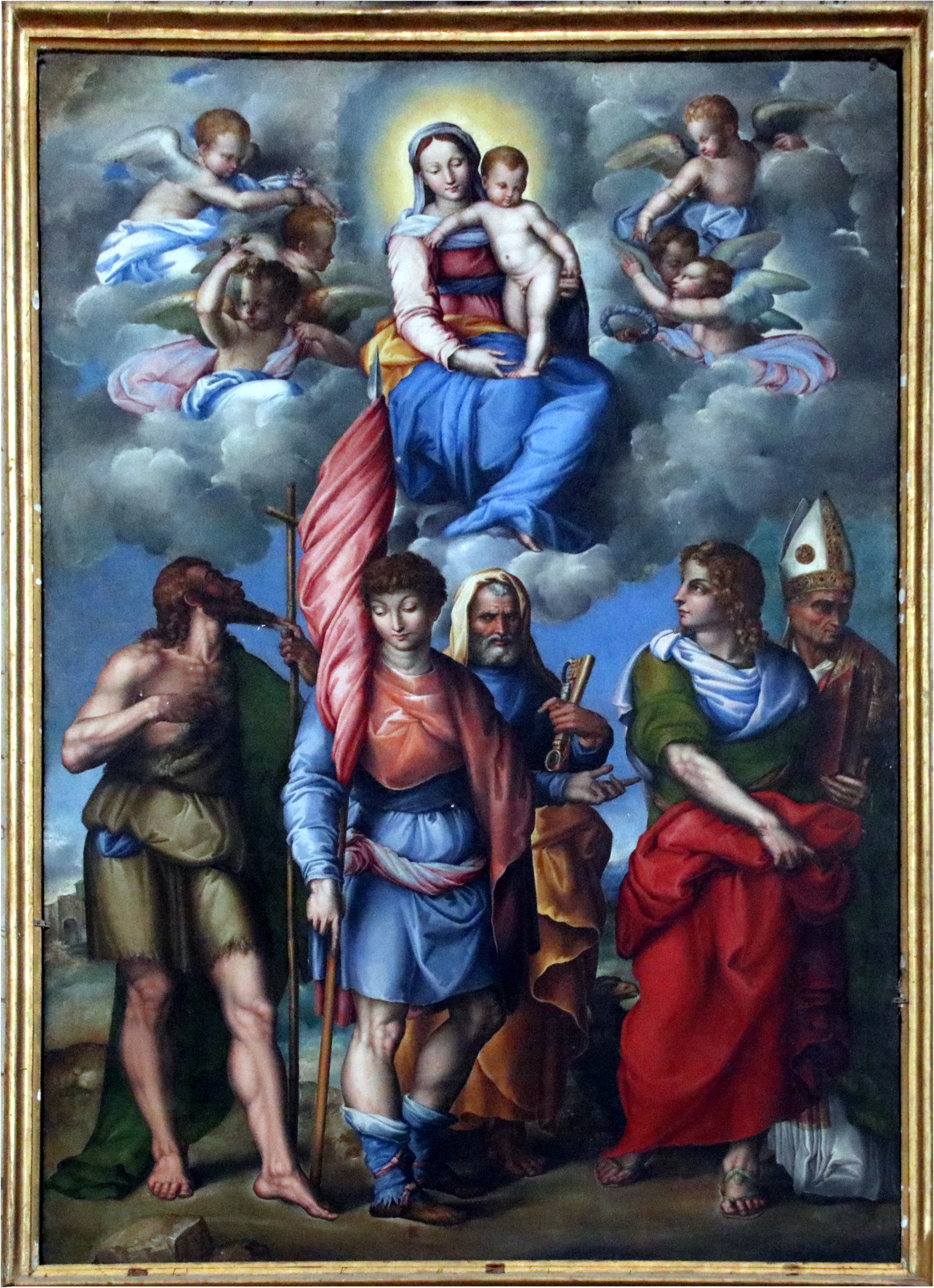
Madone à l’Enfant en gloire avec saints, Battista Franco, cathédrale San Venanzio de Fabriano
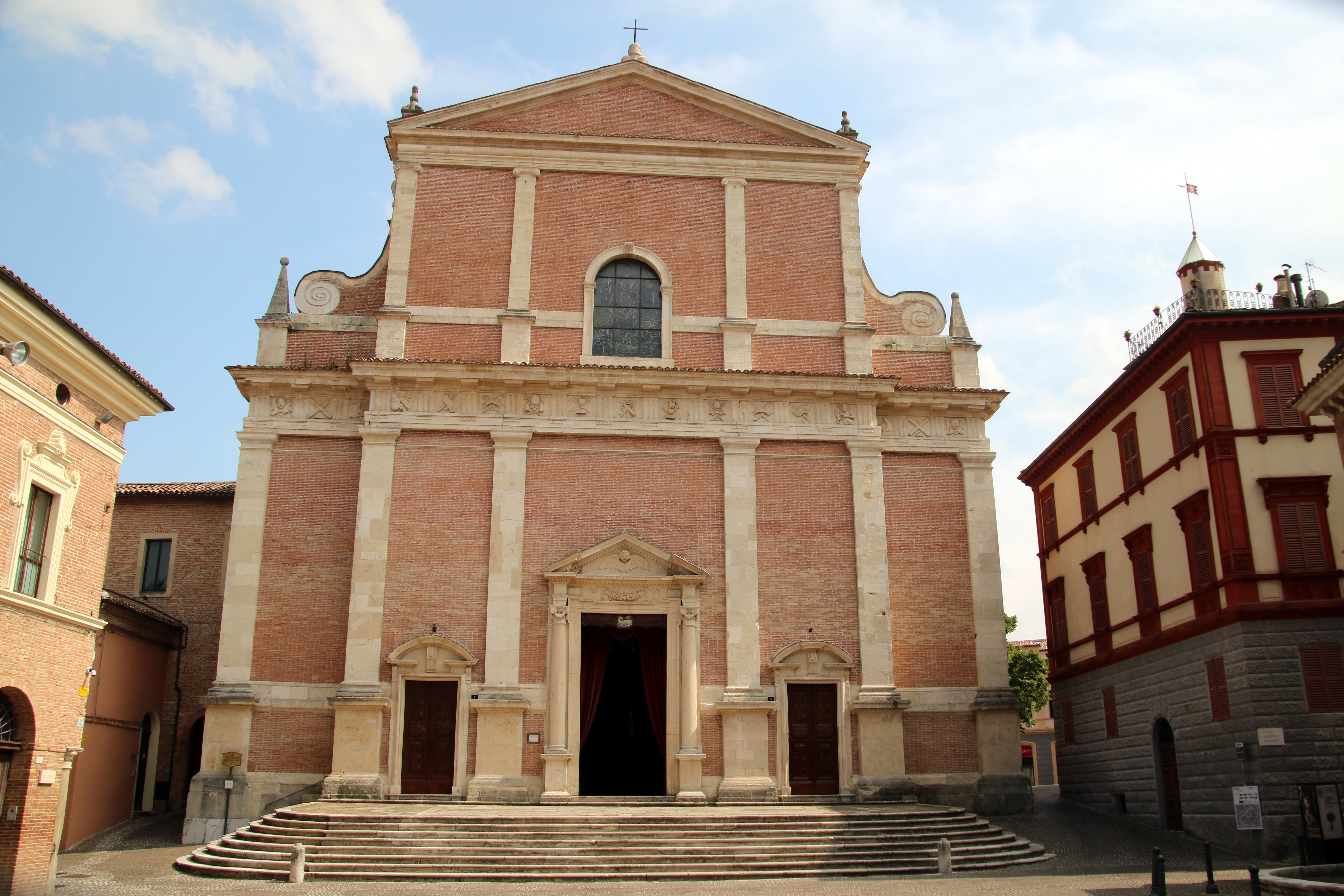
Façade de la cathédrale
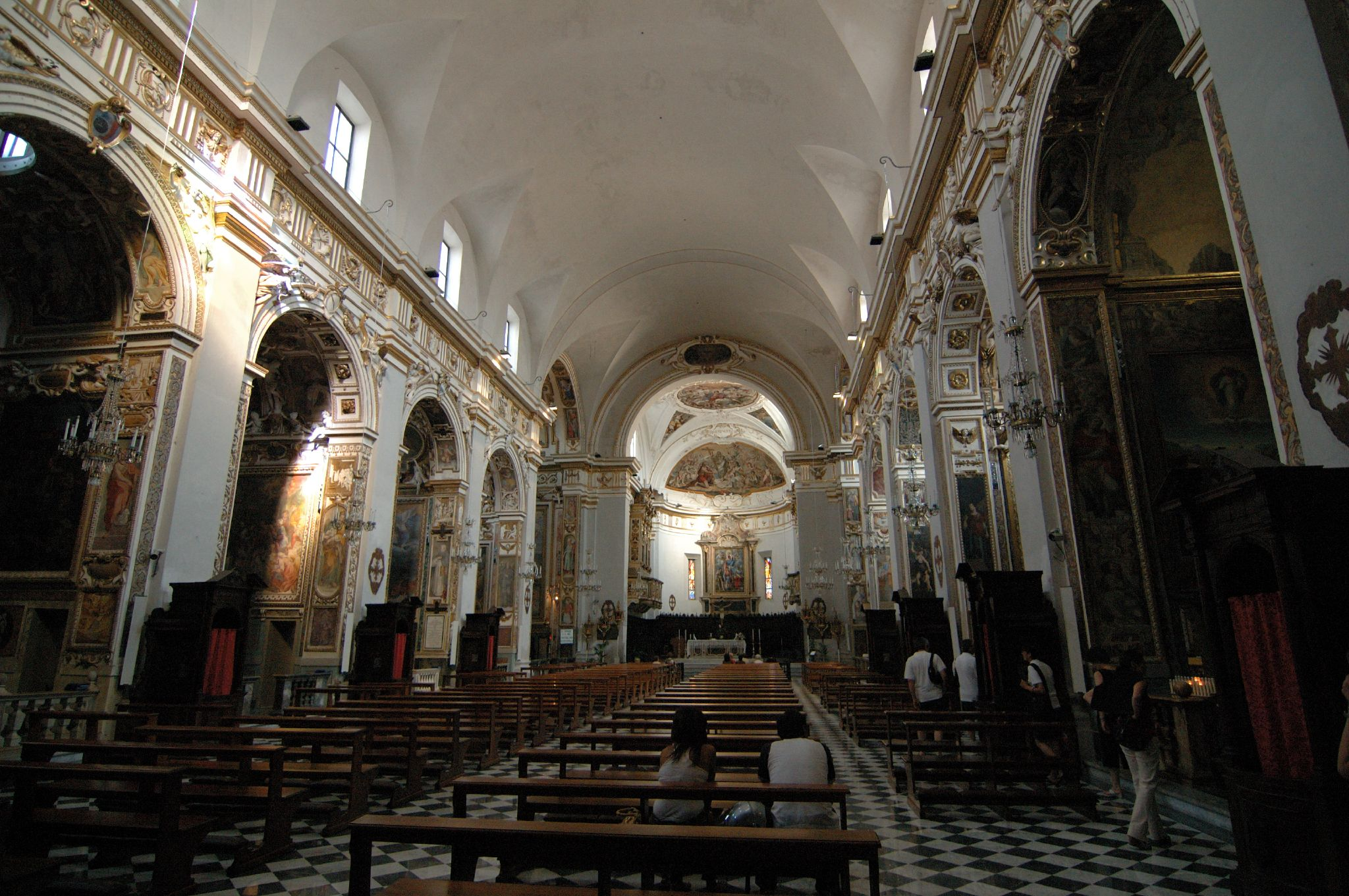
Nef centrale
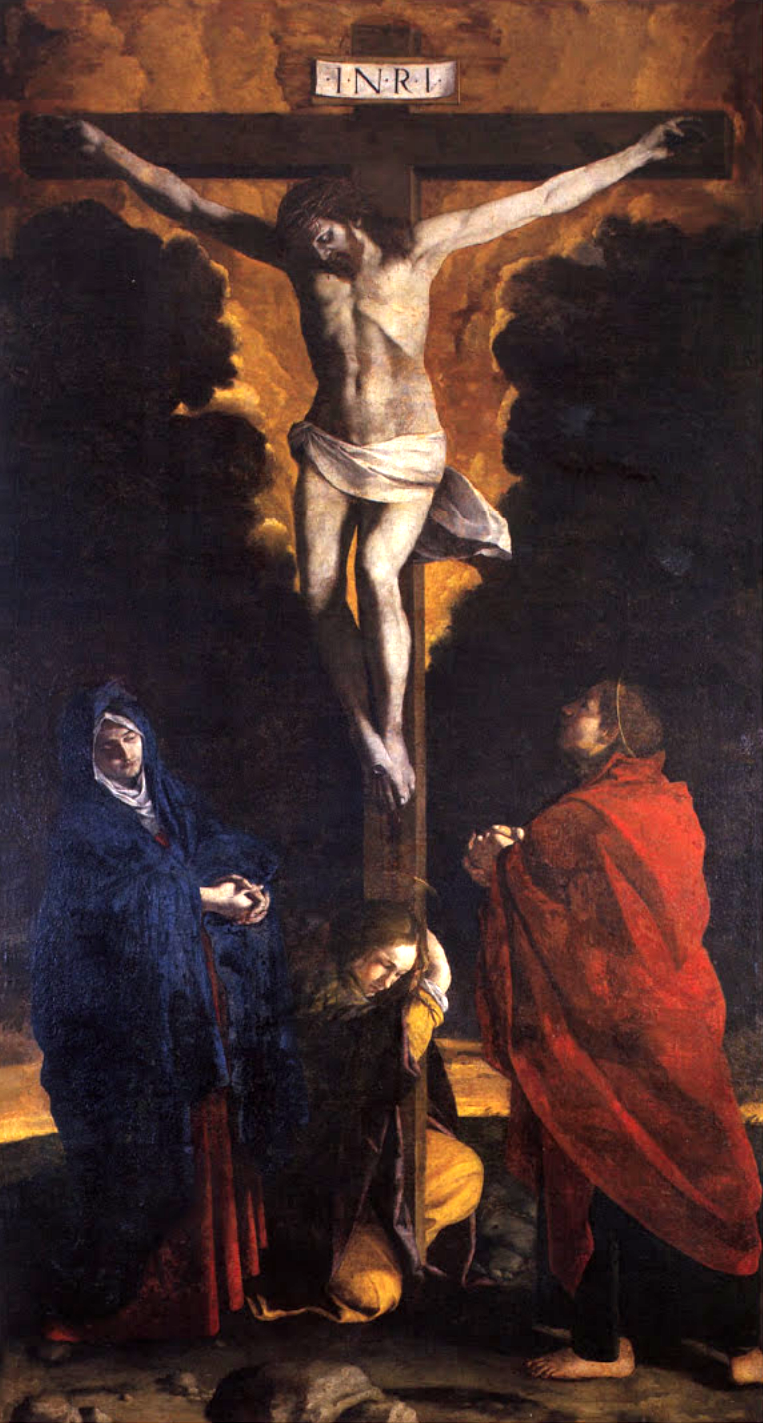
Crucifixion d’Orazio Gentileschi

- Église San Benedetto : les Silvestrini y érigèrent en 1244 une chapelle qui fut consacrée le 3 mai 1287 et dédiée à saint Philippe et saint Jacques. Déjà en 1290, l’édifice fut agrandi et reconsacré à San Benoît de Nurcie, trouvant une communauté monacale stable en 1323, il fut élevé au rang paroissial par l’évêque de Camerino, Bernardo Varano. De cette construction ne subsistent que quelques décorations en pierre dans le mur latéral extérieur. En 1590, il fut décidé de reconstruire l’ensemble de l’église-monastère selon les nouvelles tendances maniéristes de l’époque. L’édifice fut déjà consacré en 1605 et le monastère devint le siège de l’abbé général de la Congrégation Silvestrine. L’église est de grandes dimensions mais à nef unique, avec cinq chapelles carrées de chaque côté, abside et rétrocède. La couverture est voûtée en berceau lunetté, et sous le presbytère s’ouvre la crypte, de plan ovale, de 1586, qui conserve les reliques du bienheureux Giovanni Bottegoni, l’un des premiers disciples de Sylvestre, et son haut-relief du XIVe siècle. De nombreuses œuvres d’art y sont conservées, comme les toiles exécutées par Francesco Vanni, Giovanni Francesco Guerrieri et Pasqualino Rossi. On remarquera également le Saint Charles Borromée contemplant les instruments de la Passion, toile de la première chapelle gauche, œuvre d’Horace Gentileschi, 1620 ; le chœur en bois, dans l’arrière-chœur, œuvre de Manno da Benincasa datant de 1427 ; ainsi qu’une Vie de Saint Sylvestre, cycle de fresques en arrière-plan, par Simone de Magistris.

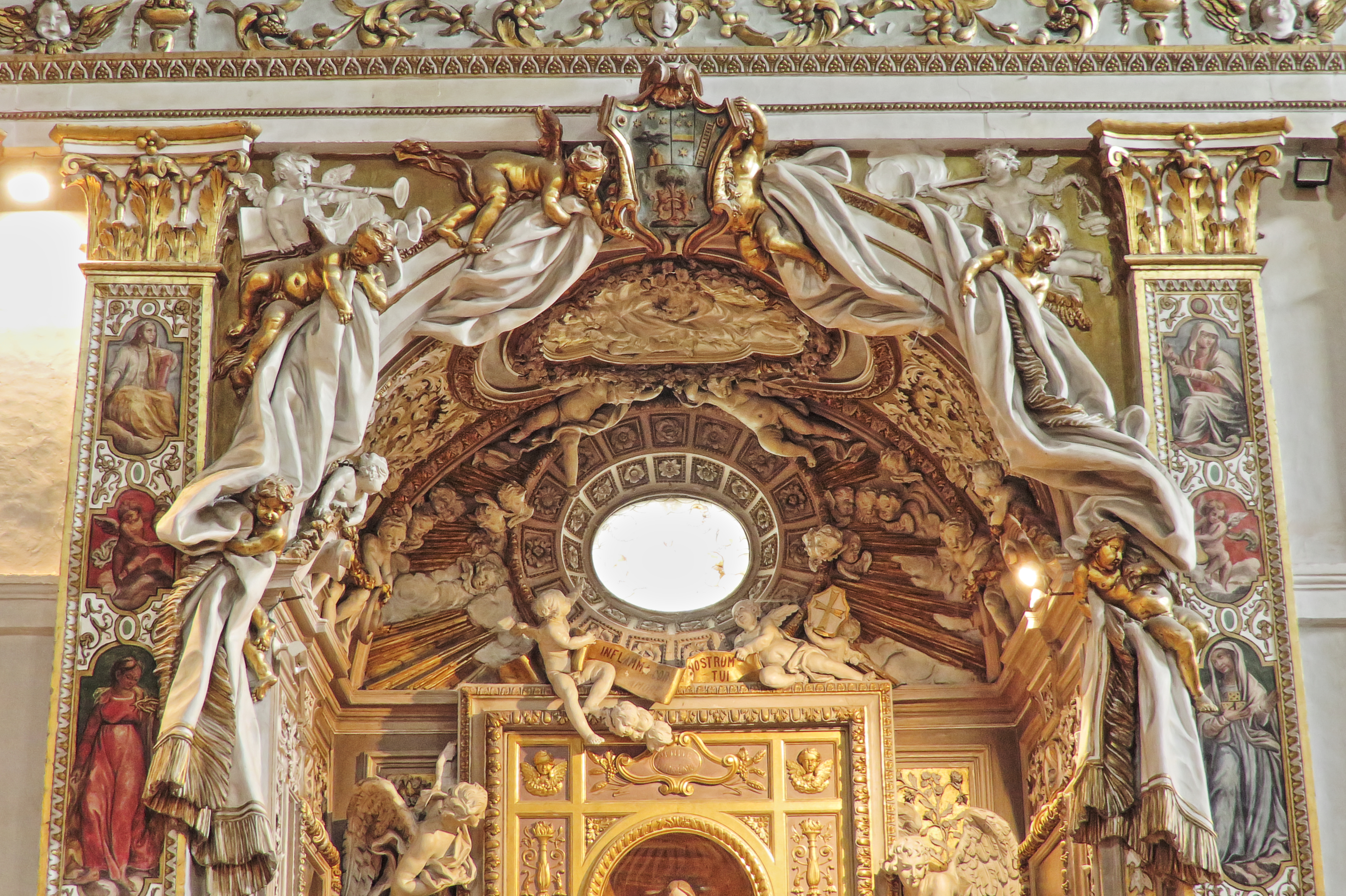
Décor baroque de Gianni del Bufalo pour l’église San Benedetto.
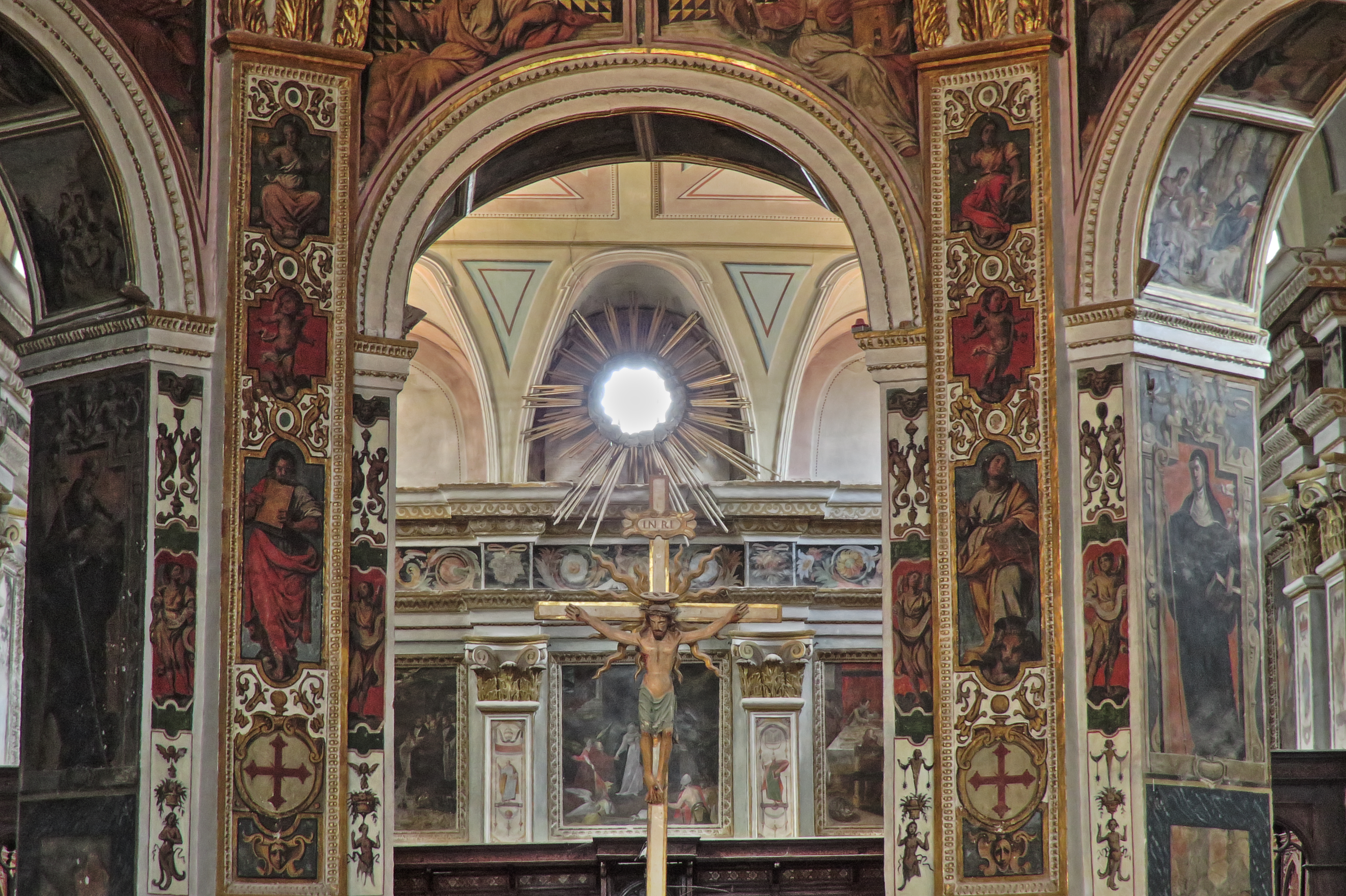
Autres décors de Gianni del Bufalo.
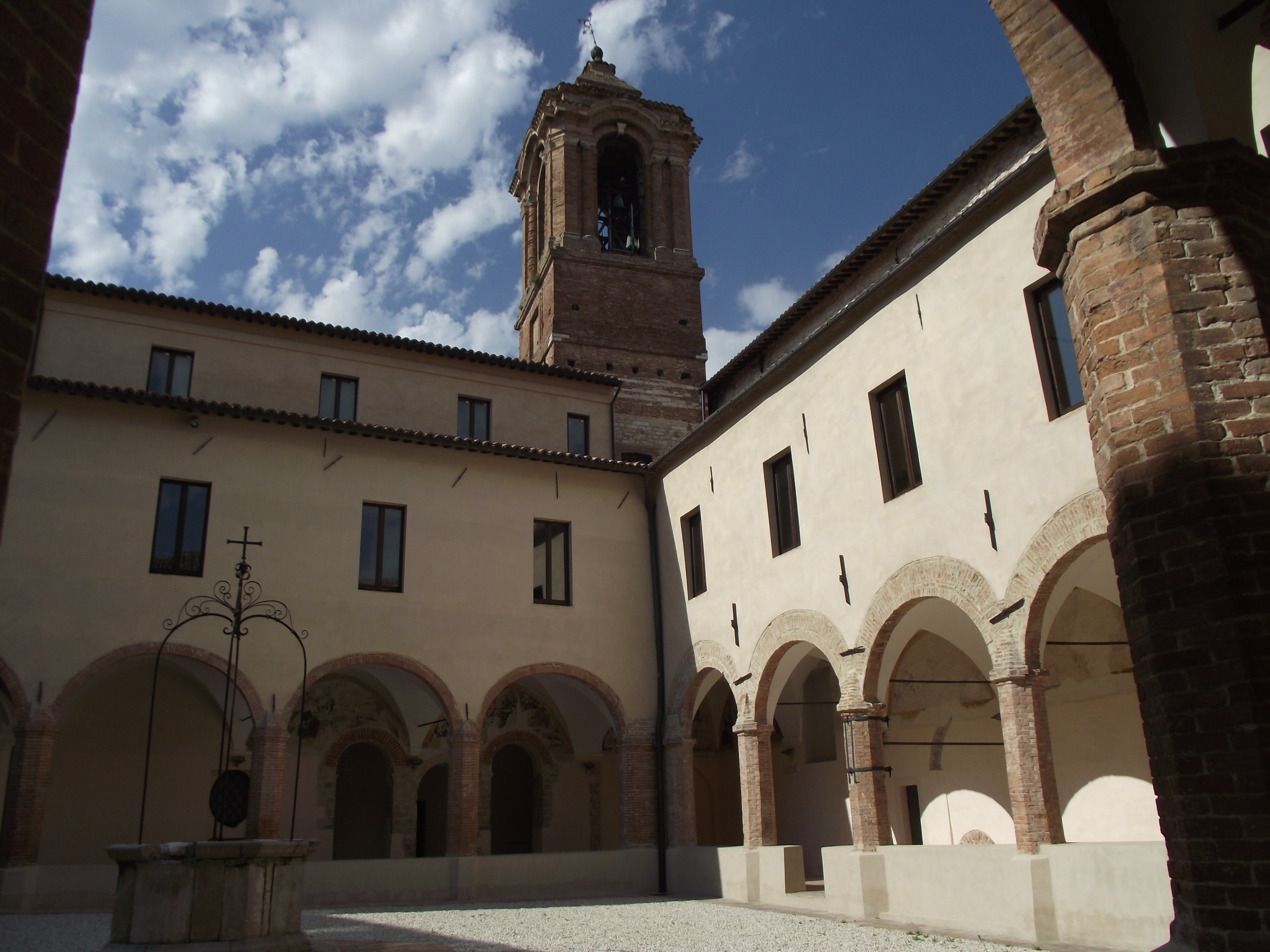
Cloître de San Benedetto

- Complexe conventuel de San Domenico : ce dernier remonte aux XIVe – XVe siècles. L’église de Santa Lucia Novella, reconstruite après le tremblement de terre de 1741, de la fabrique gothique (1365 environ) en conserve l’architecture extérieure, caractérisée aussi par une abside polygonale, où on aperçoit en relief le blason de la famille seigneuriale des Chiavelli. Dans les chapelles gothiques et dans la sacristie se trouve une décoration à fresque d'Allegretto Nuzi et de son école (seconde moitié du XIVe siècle). Dans le couvent de San Domenico (actuel Musée du papier et du filigrane), on peut voir les deux cloîtres du XVe siècle et, à l’intérieur, l’importante décoration de la salle capitulaire peinte vers 1480 par Antonio da Fabriano qui s’est inspiré de la décoration du couvent dominicain de San Marco à Florence réalisée par Beato Angelico.

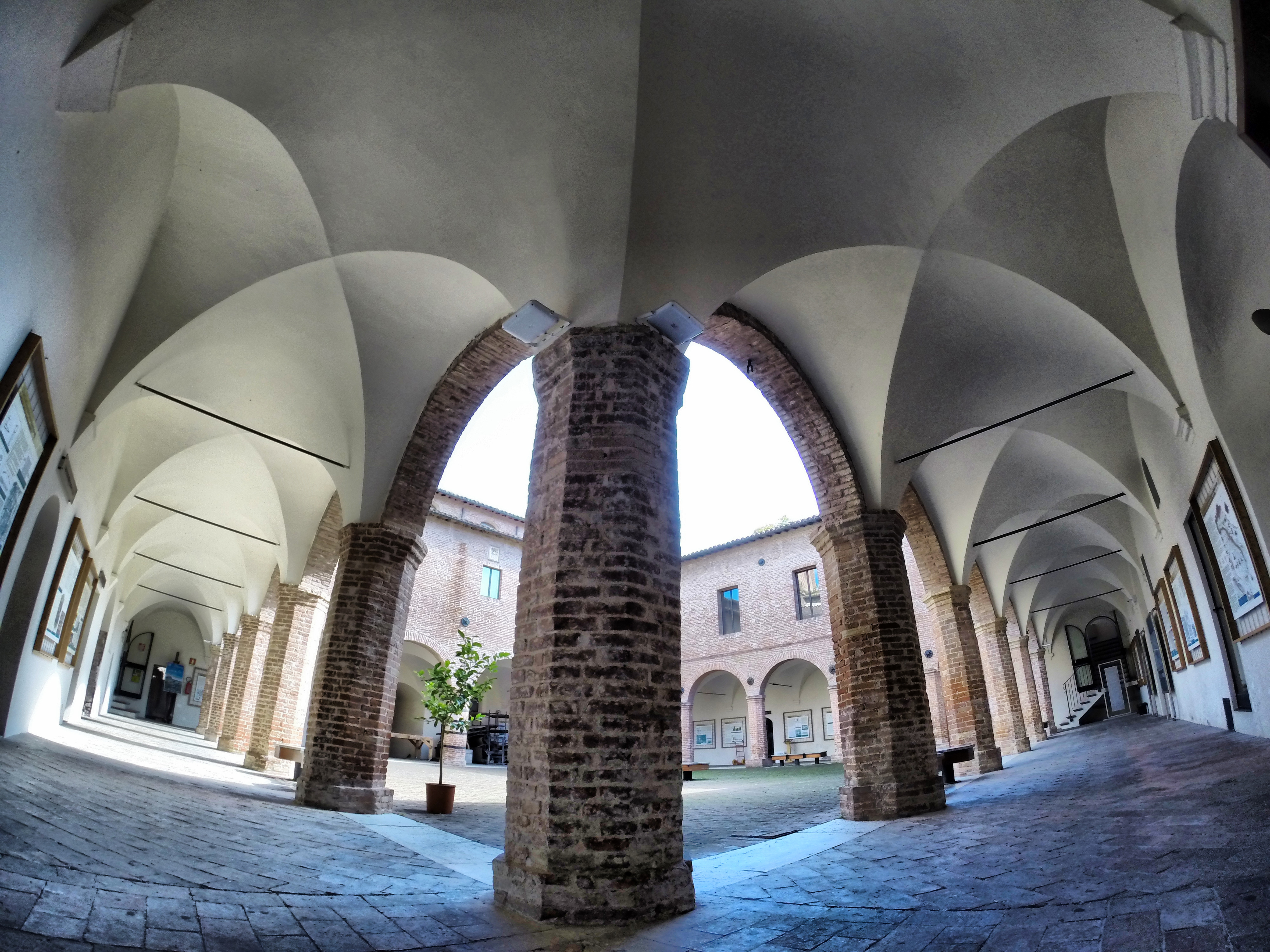
Cloître du couvent
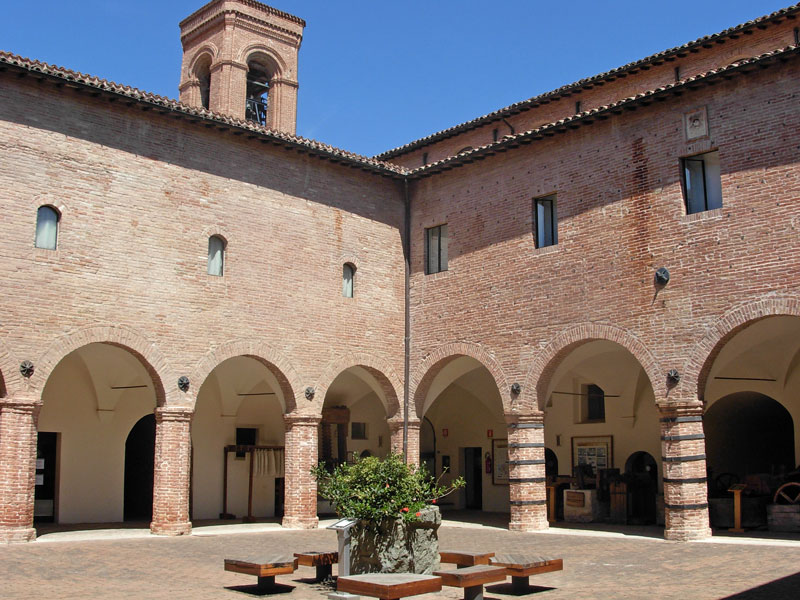
Autre vue du cloître du couvent

- Église San Nicolo'
- Église Sant'Agostino
- Église Saint-Blaise-et-Saint-Romuald)
- L'oratorio del Gonfalone.
- L'ermitage San Silvestro à 8 km au sud de la ville.

## Site Archéologique

### Site archéologique d’Attidium
La ville romaine se développait dans la zone entourant l’église San Giovanni Battista, où est encore visible une installation thermale rapportée par la surintendance aux biens archéologiques des Marches entre 1989 et 1993, appartenant à une villa ou à une domus datant du IIe siècle apr. J.-C.
La zone archéologique conserve plusieurs pièces dont certaines mosaïques, un caldarium, un couloir décoré de fresques et un bassin recouvert de plaques de marbre. Dans les environs, une autre découverte importante a été faite en 1922, quand un bâtiment quadrangulaire a été creusé, vraisemblablement l’atrium ou le vestibule d’un complexe de construction avec fonction publique probable : à l’intérieur a été trouvée une épigraphe, aujourd’hui murée dans l’atrium.

## Fêtes et traditions

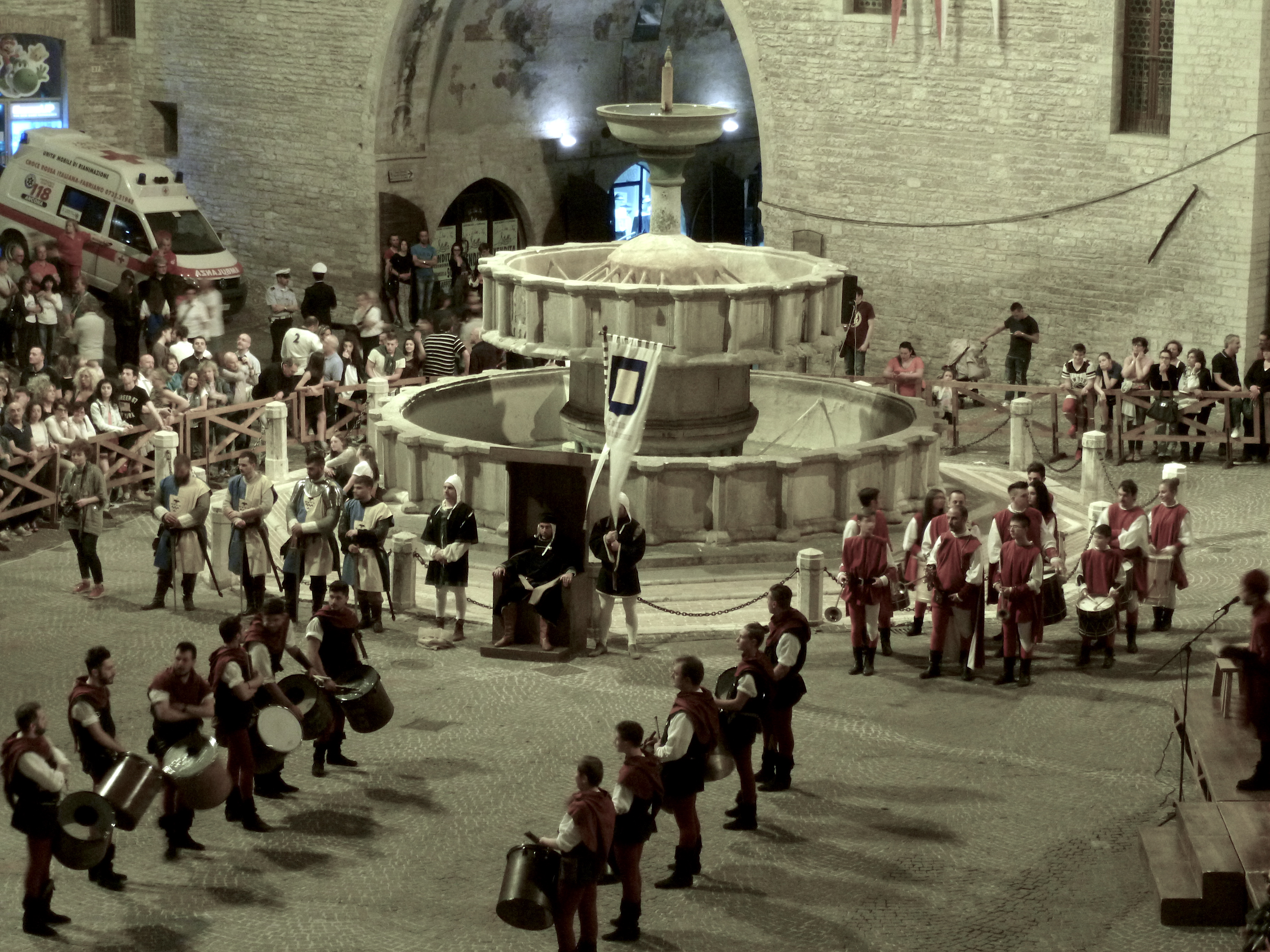
Un 24 juin à Fabriano

- 24 juin : fête de San Giovanni Battista  avec défilés en costume  et la Sfida del Maglio avec un palio des quartiers de la ville. Elle naît en 1995. Le palio de San Giovanni Battista, qui se déroule chaque année autour de la moitié du mois de juin pour se conclure le jour de la fête du patron de Fabriano, saint Giovanni Battista, justement, le 24 juin, avec le Défi du maillet, où 4 forgerons [un pour chaque quartier nommé par l’une des quatre portes de la ville - (porte du bourg (jaune); porte Cervara (rouge) ; porte du plan (bleu); et porte Pisana (vert) - se défient en forgeant une clé, qui doit déclencher un mécanisme permettant d’élever le gonfalon de la porte aussi rapidement que possible. En plus du défi du maillet, la fête fait l’objet d'autres reconstitutions historiques durant l’événement-même, comme les villages médiévaux, qui représentent des scènes de la vie médiévale, le cortège historique ainsi que des jeux populaires tels que  tir à la corde, course avec des échasses, course avec des cruches, jeu de bracelet, et course de charrettes. On trouve ensuite le tournoi des archers, des expositions, des spectacles, des cérémonies religieuses et activités d’embellissements artistiques qui sont habituellement réalisées à l’intérieur d’églises ou de cloîtres. De plus, depuis 1999, le Palio des Petits Enfants, qui se déroule l’avant-dernier soir, le 23 juin, voit des enfants de moins de 14 ans se défier.
- Depuis 2009, la ville accueille, à la fin du mois de mai, Poiesis, un festival de 3 à 4 jours ayant pour but de promouvoir et de valoriser la poésie, souvent intégré dans d’autres formes artistiques.

## Photographies en Noir-et-Blanc de la Ville de Fabriano

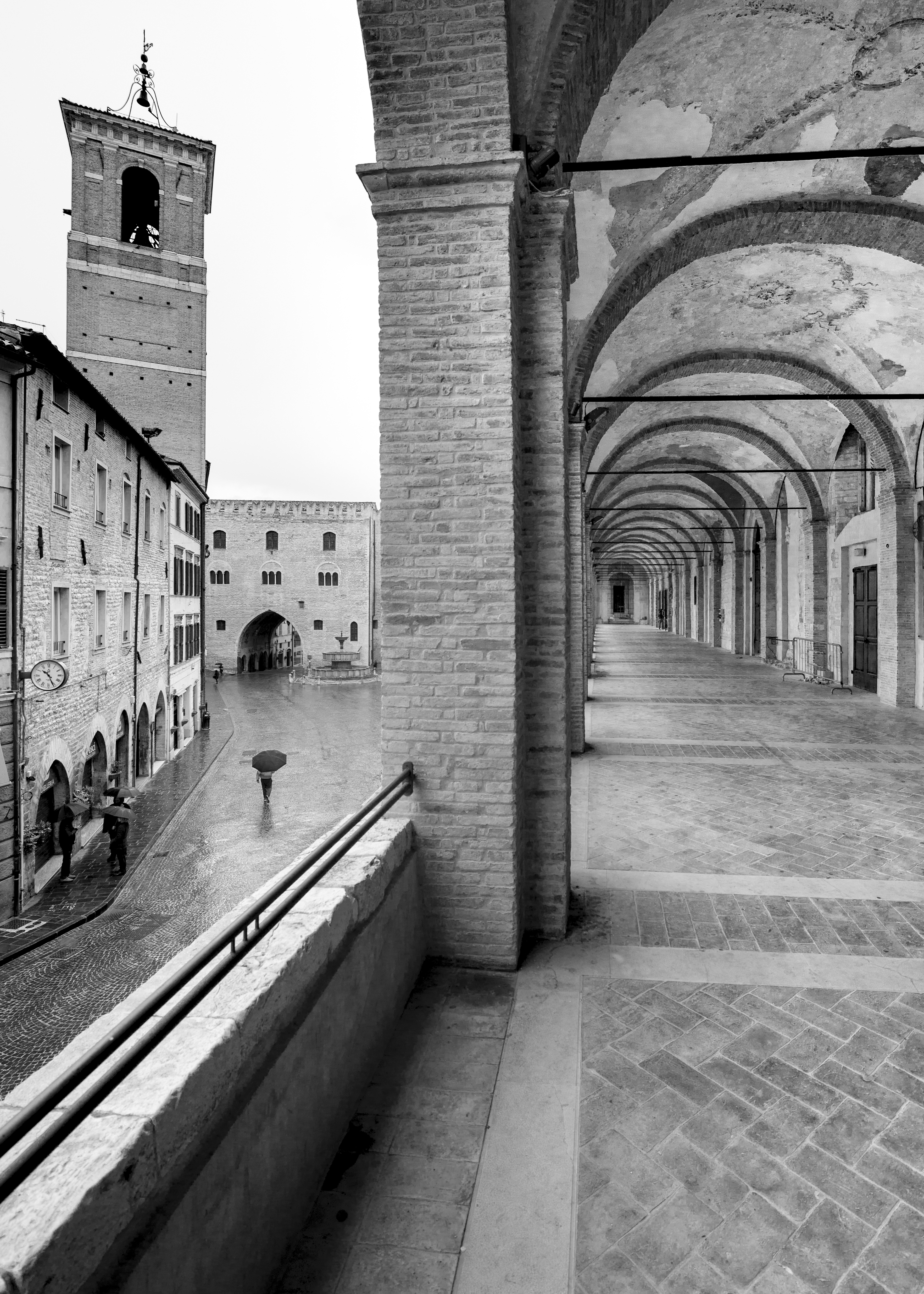
Loggiato san Francesco et Place de la Commune
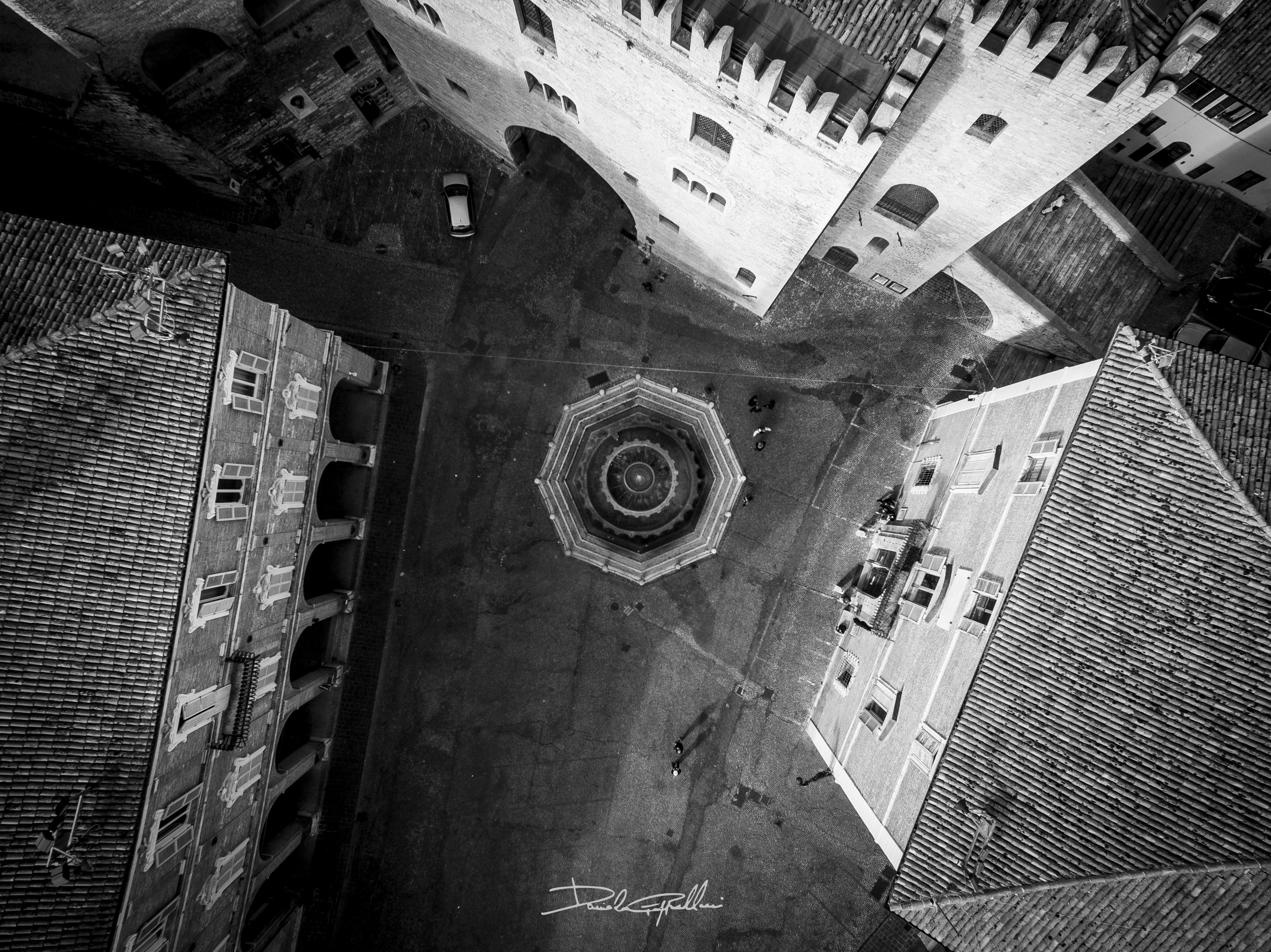
Vue "plongeante" sur la fontaine Sturinalto
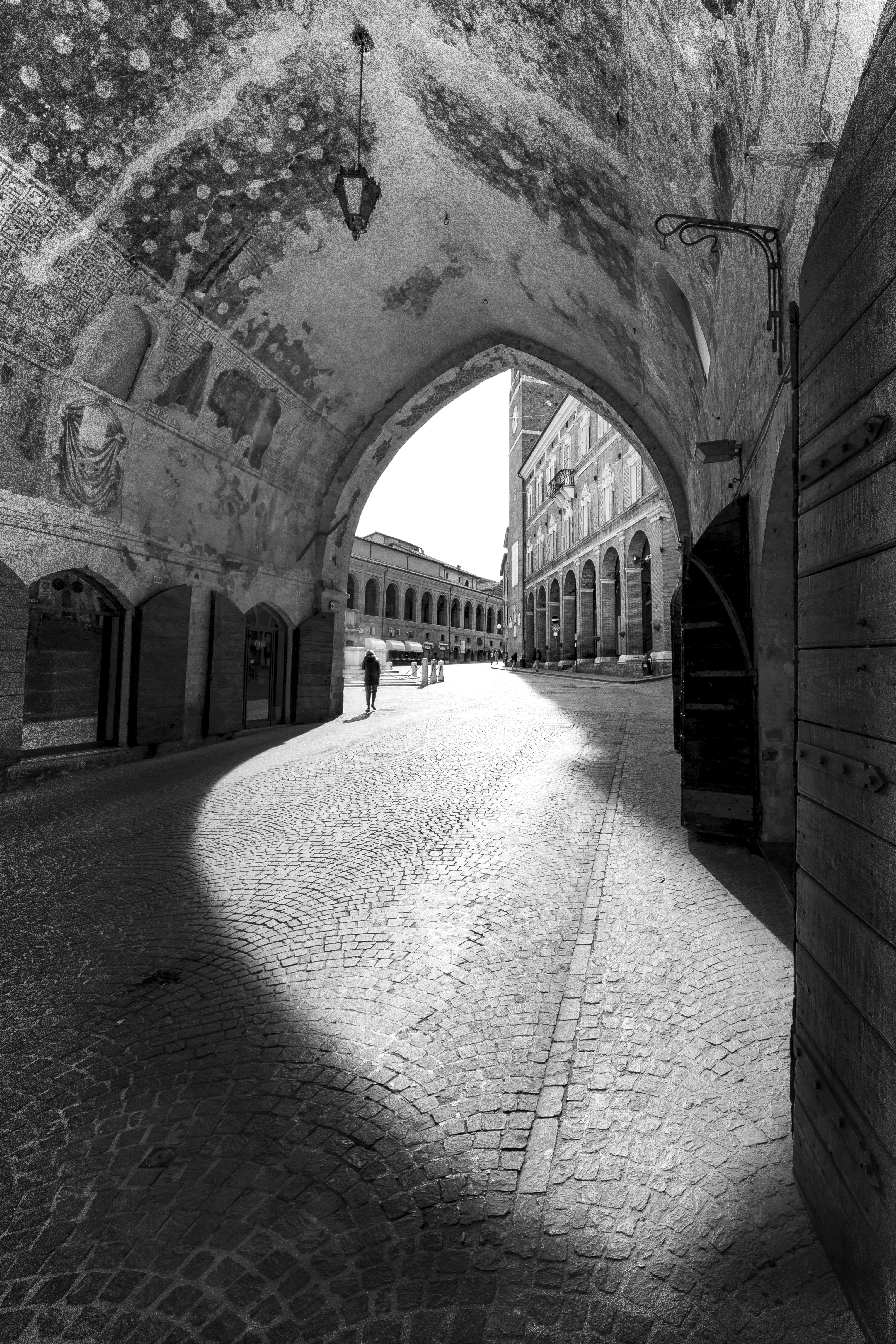
Arc du Palais du Podestat.
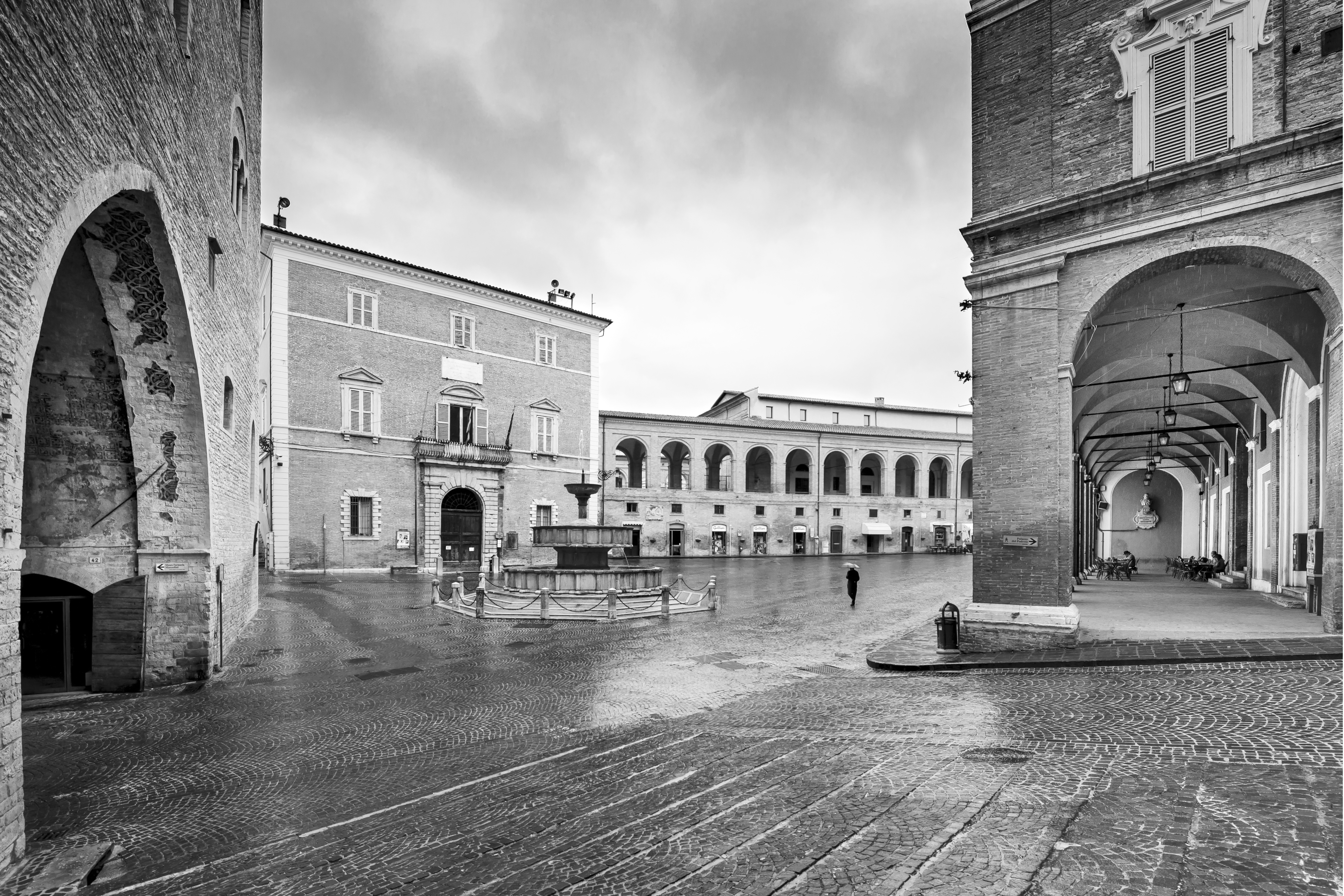
Fontaine Sturinalto
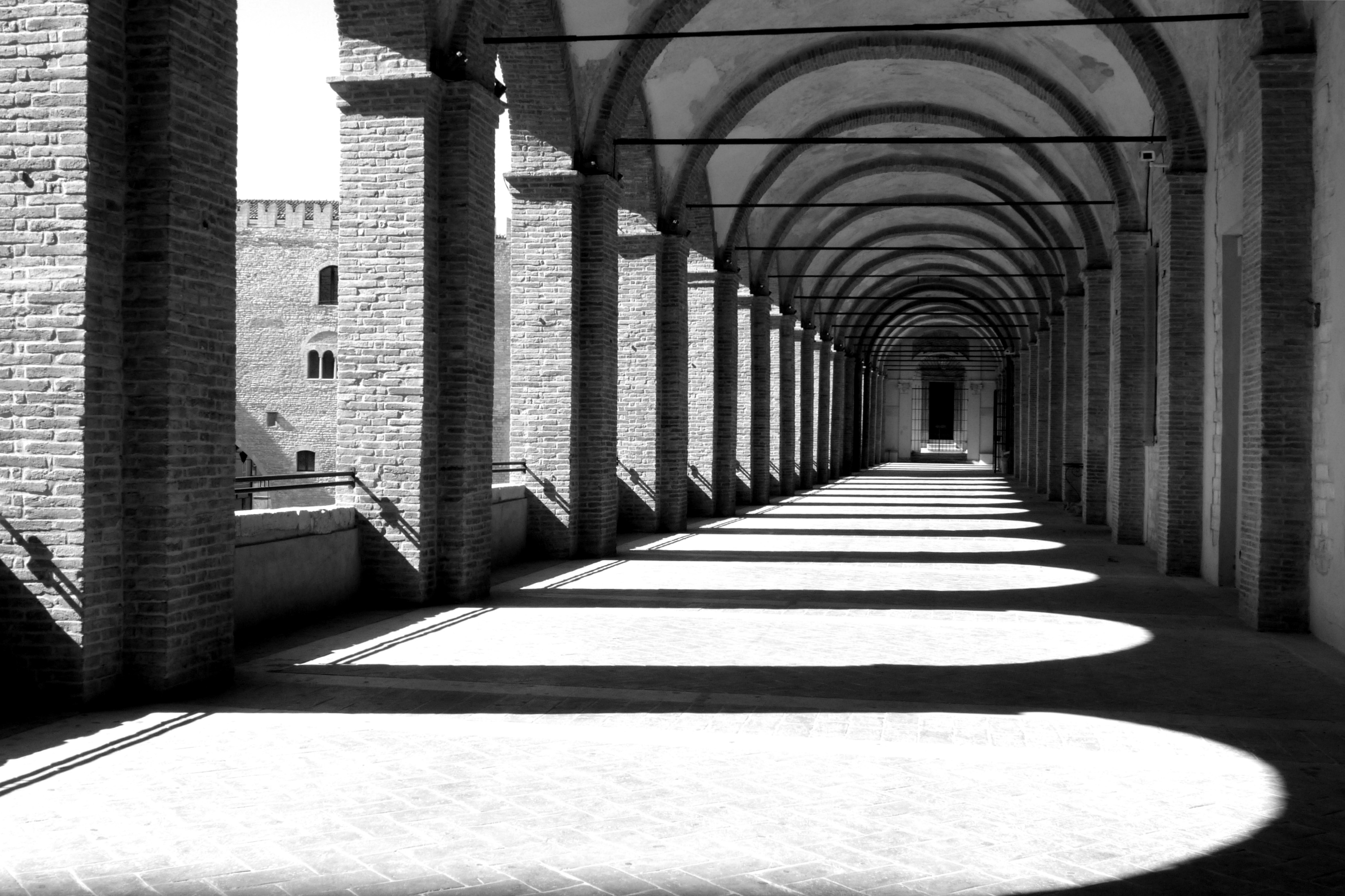
Loggiato San Francesco
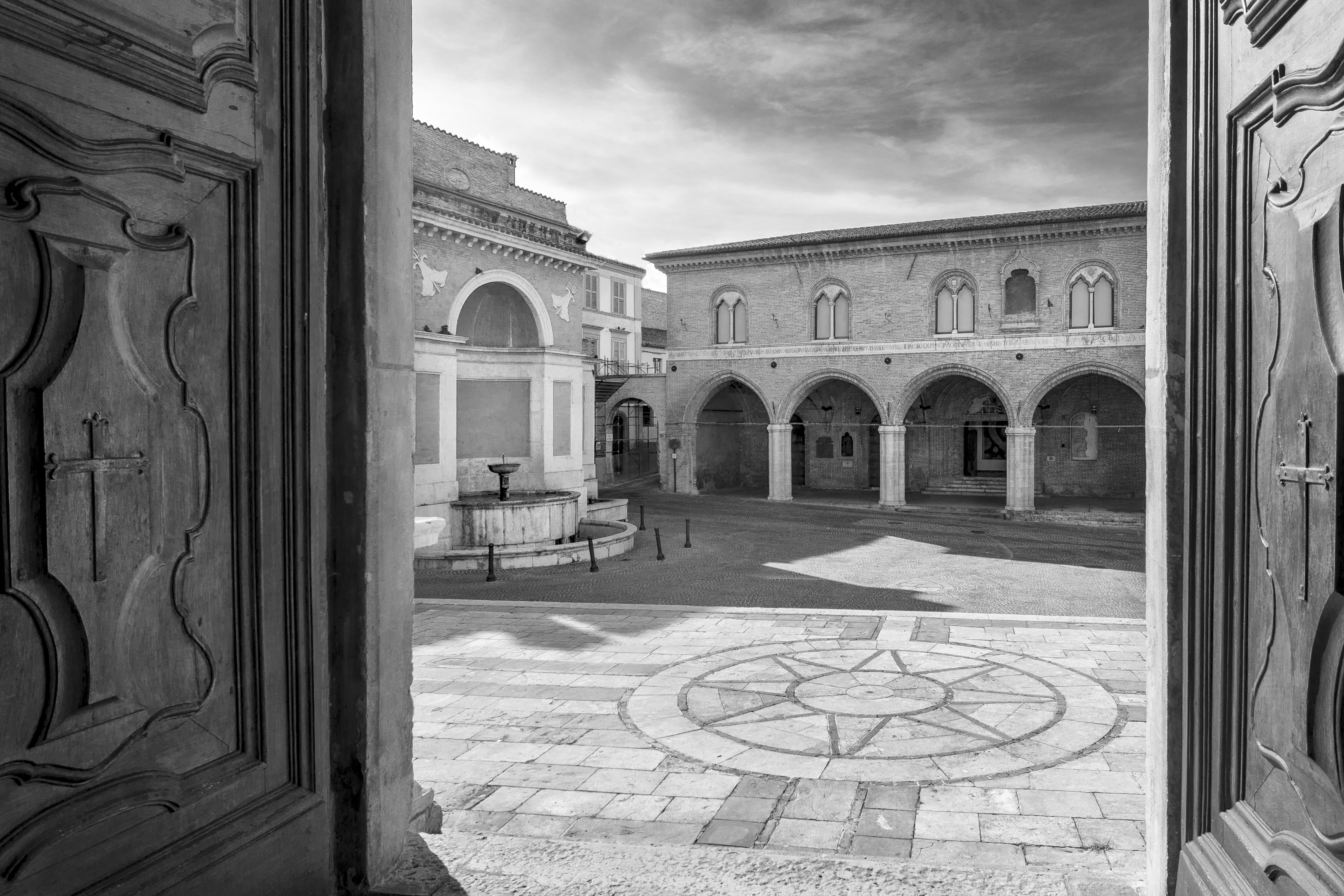
Hôpital du Bon Jésus

## Sport
- Fabriano Basket

## Administration
| Période      | Période  | Identité       | Étiquette                  | Qualité |
| ------------ | -------- | -------------- | -------------------------- | ------- |
| 14 juin 2022 | En cours | Daniela Ghergo | coalition de centre gauche |         |

### Hameaux
Cortina San Venanzio, Collepaganello, Marischio, Cà Maiano, Varano, Melano, Cupo, Vallina, Bastia, Molinaccio, Rucce, Viacce, Morentella, Coccore, San Donato, Cantia, Ciaramella, Nebbiano, Collegiglioni, Moscano, Vallemontagnana, Rocchetta, Albacina, Borgo Tufico, Trocchetti, Castelletta, Valgiubola, Sant'Elia, Pecorile, Montefiascone, Precicchie, San Giovanni, Grotte, Vigne, Poggio San Romualdo, Argignano, Bassano, San Michele, Attiggio, Collamato, Paterno, Valleremita, Campodonico, Belvedere, Serradica, Cacciano, Cancelli, Campodiegoli

### Communes limitrophes
Cerreto d'Esi, Costacciaro, Esanatoglia, Fiuminata, Fossato di Vico, Genga, Gualdo Tadino, Matelica, Nocera Umbra, Poggio San Vicino, Sassoferrato, Serra San Quirico, Sigillo

### Évolution démographique
Habitants recensés

## Galerie

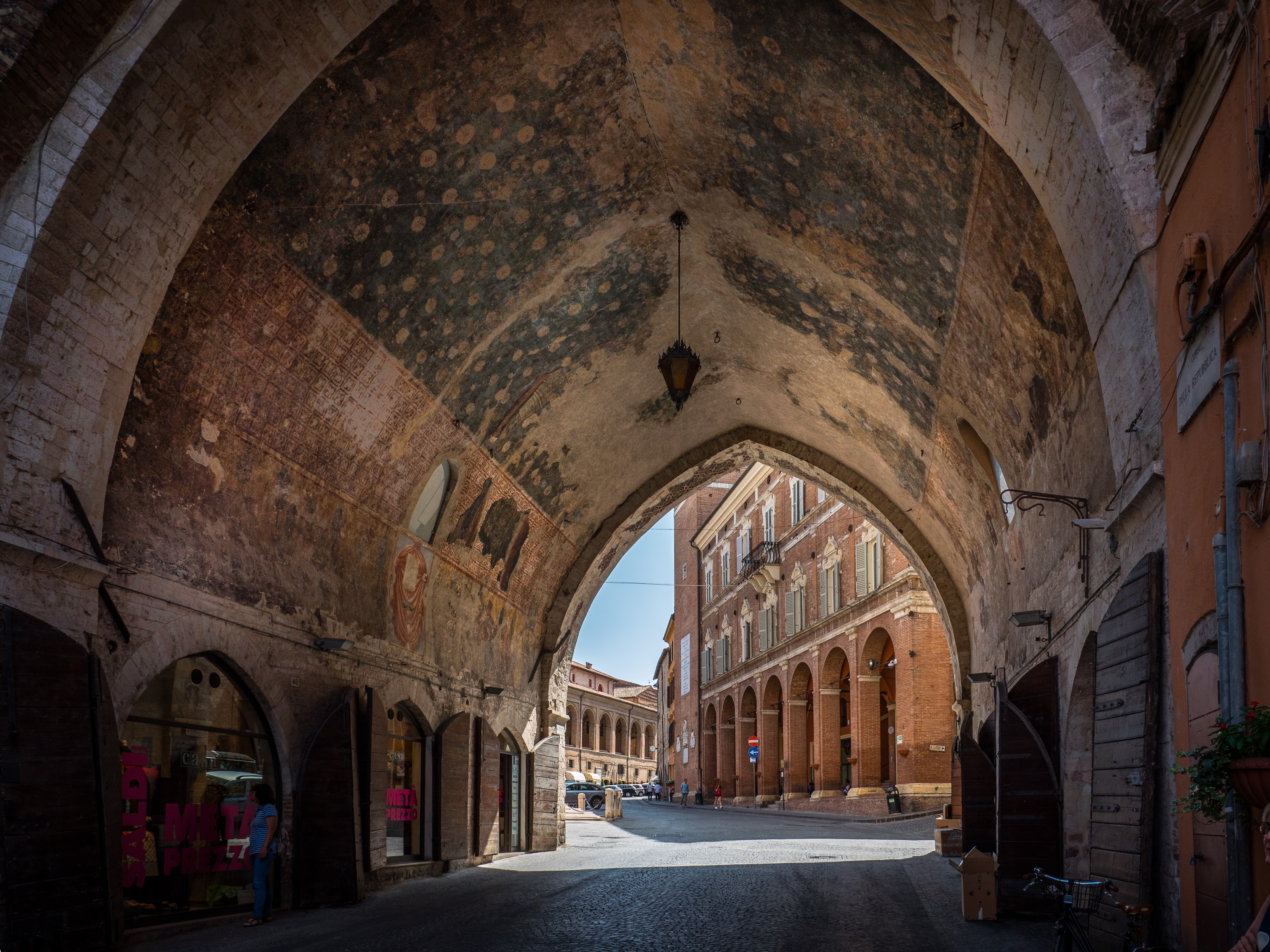
Centre historique de Fabriano
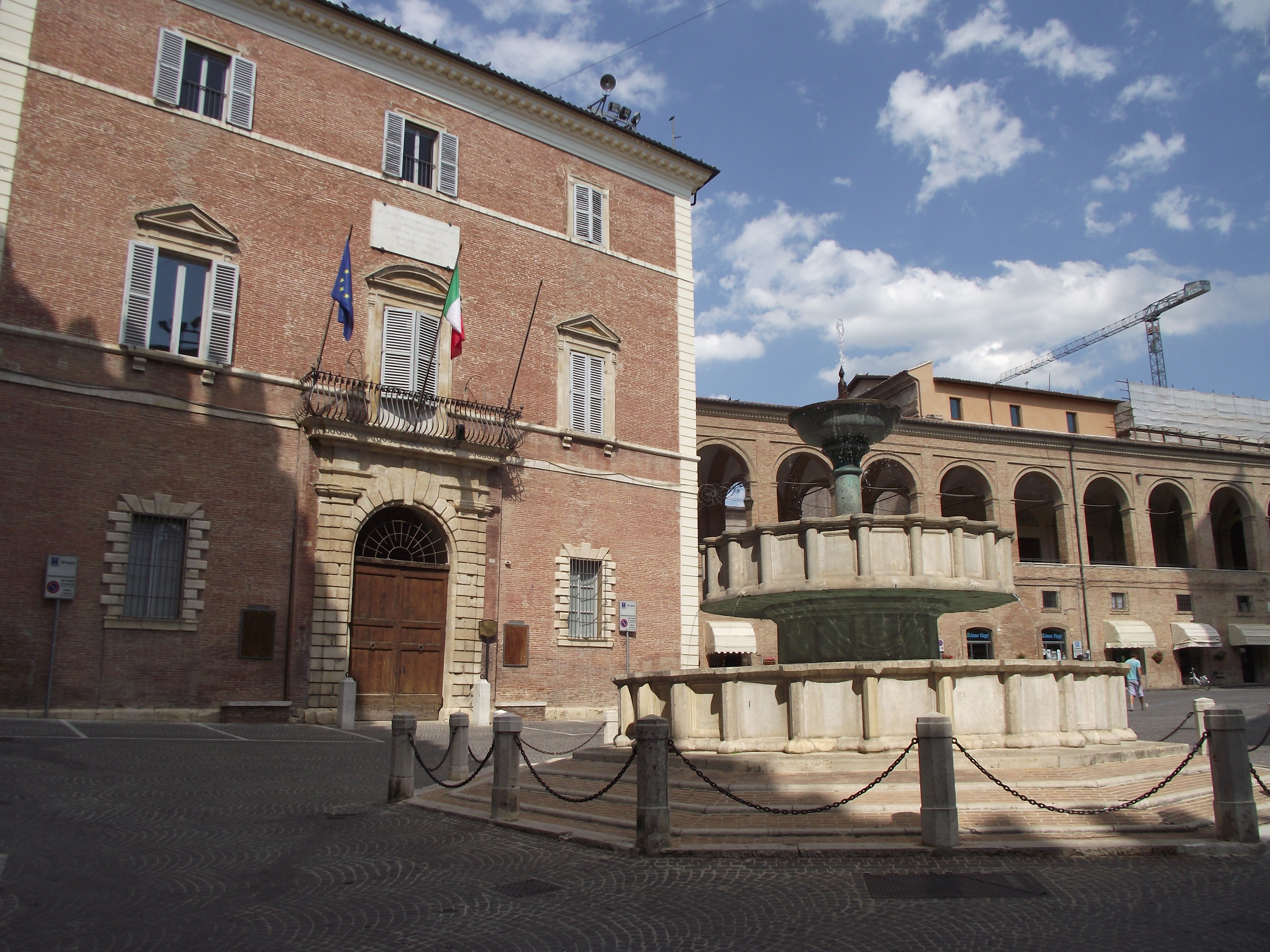
Théâtre et fontaine
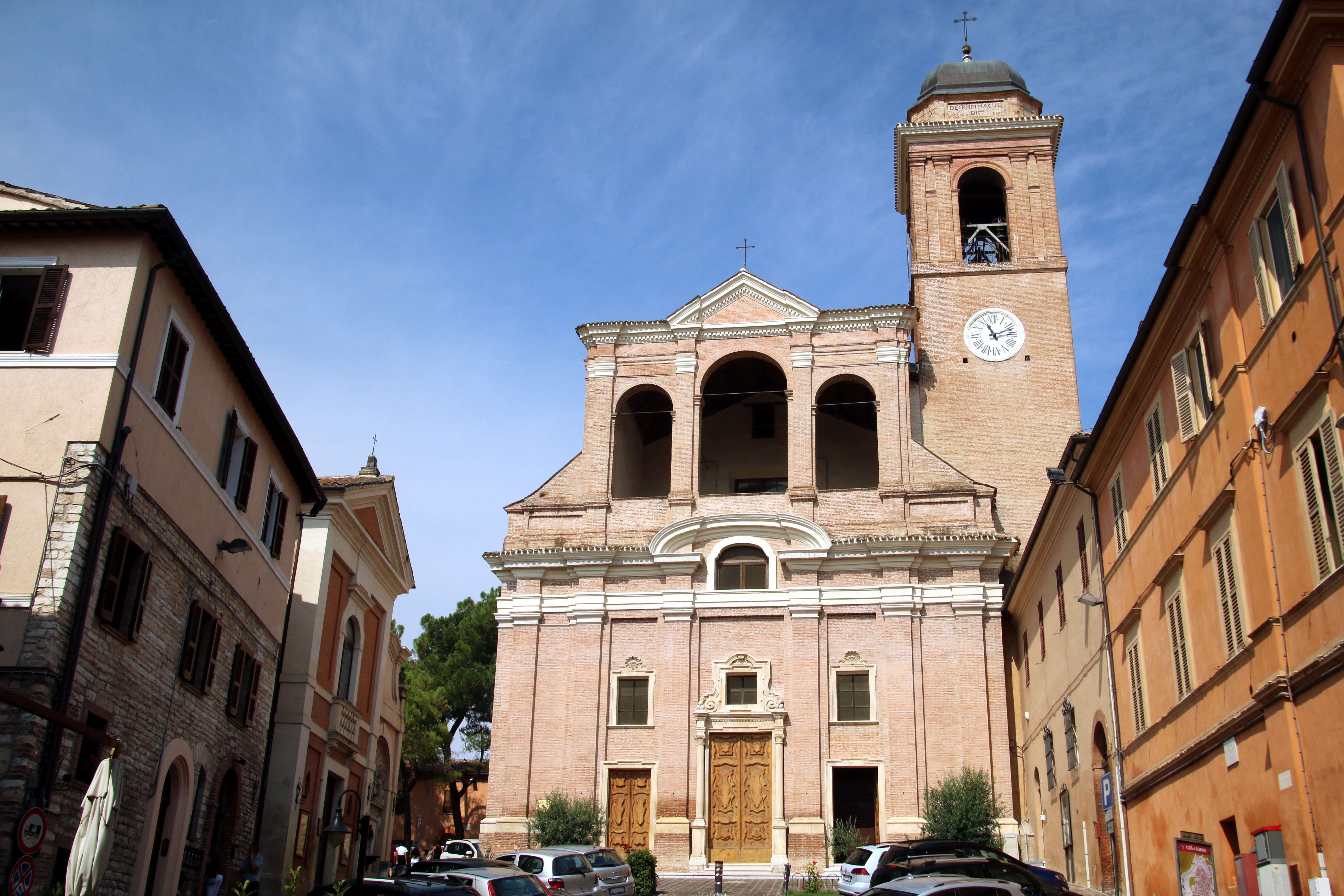
Eglise de San Nicolo'
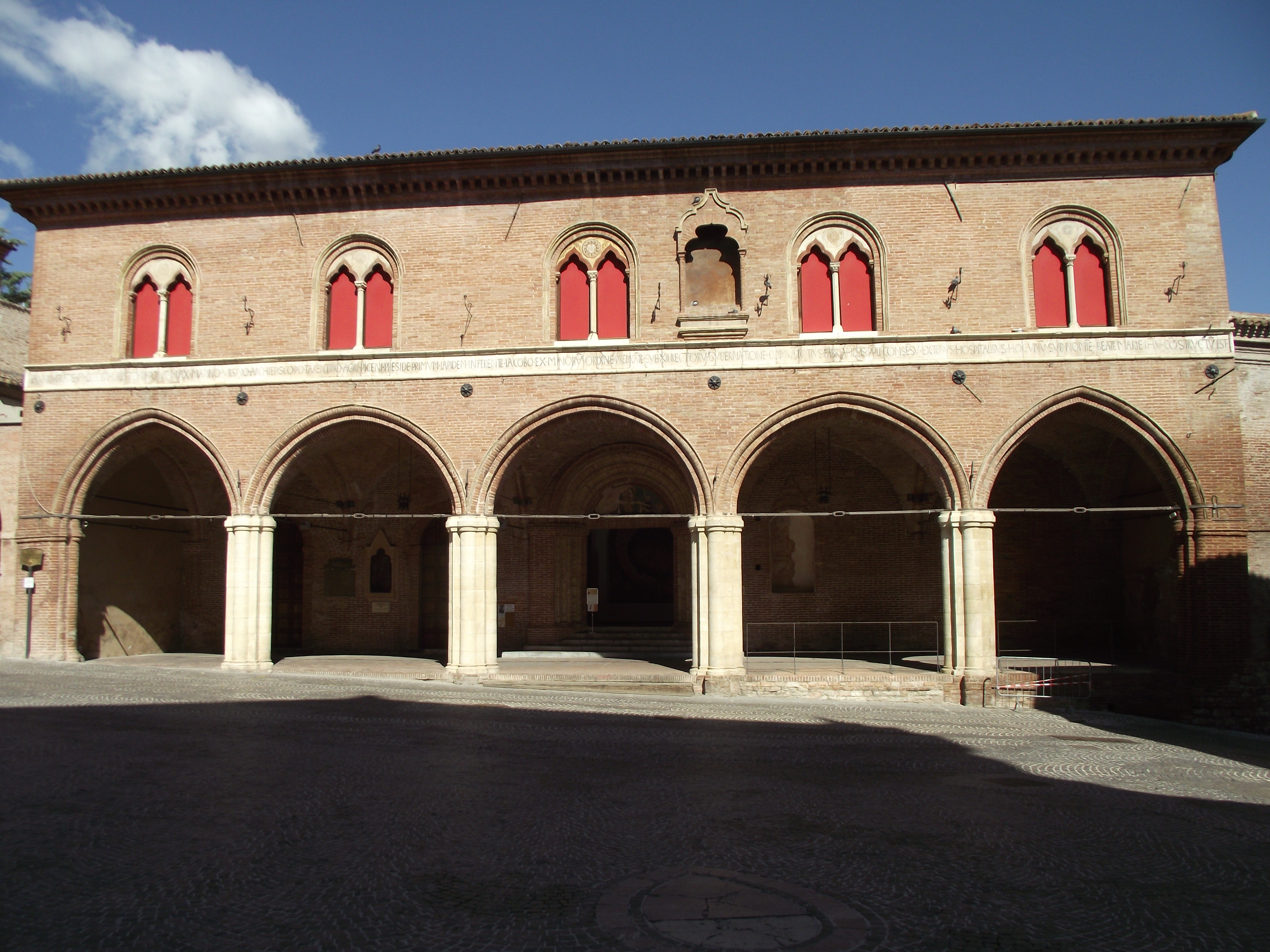
Hôpital Sainte Marie du Bon Jésus